# Salzburg Hauptbahnhof
Der Salzburger Hauptbahnhof ist der wichtigste Bahnhof des Ballungsraumes Salzburg und ein wichtiger Verkehrsknotenpunkt im Westen Österreichs. Er wird von rund 25.000 Reisenden täglich frequentiert und hat die Funktion eines Grenzbahnhofs in Richtung Deutschland.
Der Salzburger Hauptbahnhof ist ein Bahnhof sowohl der Österreichischen Bundesbahnen (ÖBB) als auch der Deutschen Bahn AG (DB). In ihm werden mehrere Fern- und Nahverkehrsstrecken miteinander verknüpft. Das sind die Westbahn von Wien und Linz und die Bahnstrecke Rosenheim–Salzburg, über die neben internationalen Zügen auch im Korridorverkehr über Rosenheim (das Deutsche Eck) Schnellverbindungen mit Tirol und Vorarlberg gefahren werden. Nach Süden führt als weitere Hauptstrecke die Salzburg-Tiroler-Bahn über Bischofshofen und Zell am See nach Wörgl Hauptbahnhof, von welcher in Schwarzach-St. Veit die Tauernbahn abzweigt. Der Hauptbahnhof verfügt außerdem über eine Verladestelle für Autoreisezüge.
Im Regionalverkehr ist der Hauptbahnhof Ausgangspunkt der Bahnstrecke nach Lamprechtshausen und nach Ostermiething sowie Verknüpfungspunkt der S-Bahn Salzburg und etlicher Regionalbuslinien im Großraum. Auch befindet sich hier einer der zentralen Knoten im Streckennetz des Salzburger Oberleitungsbusses sowie der städtischen Autobuslinien. Bis 1957 begann beim alten Lokalbahnhof am Bahnhofsvorplatz, dem Südtiroler Platz, die schmalspurige und im Volksmund „Ischlerbahn“ genannte Salzkammergut-Lokalbahn nach Mondsee und Bad Ischl.
Der Bahnhof (Aufnahmegebäude, Mittelbahnsteig) steht unter Denkmalschutz und liegt in der Pufferzone des UNESCO-Welterbes Historisches Zentrum der Stadt Salzburg. Er wurde in den Jahren 2009 bis 2014 einem Totalumbau unterzogen, den Abschluss der Arbeiten bildete die Eröffnungsfeier am 7. November 2014.

## Lage und Baugestaltung

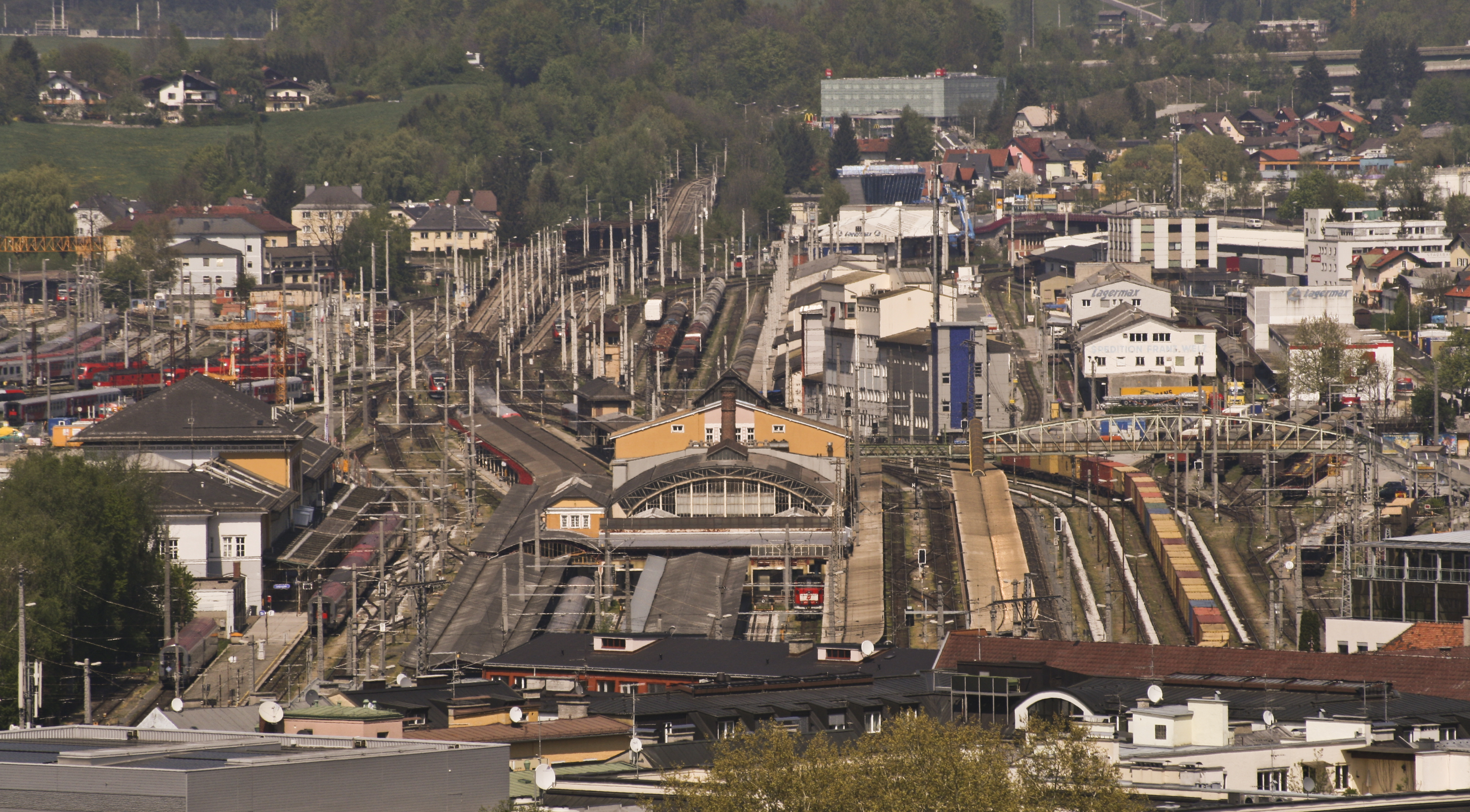
Hauptbahnhof vom Mönchsberg aus gesehen im Jahr 2007

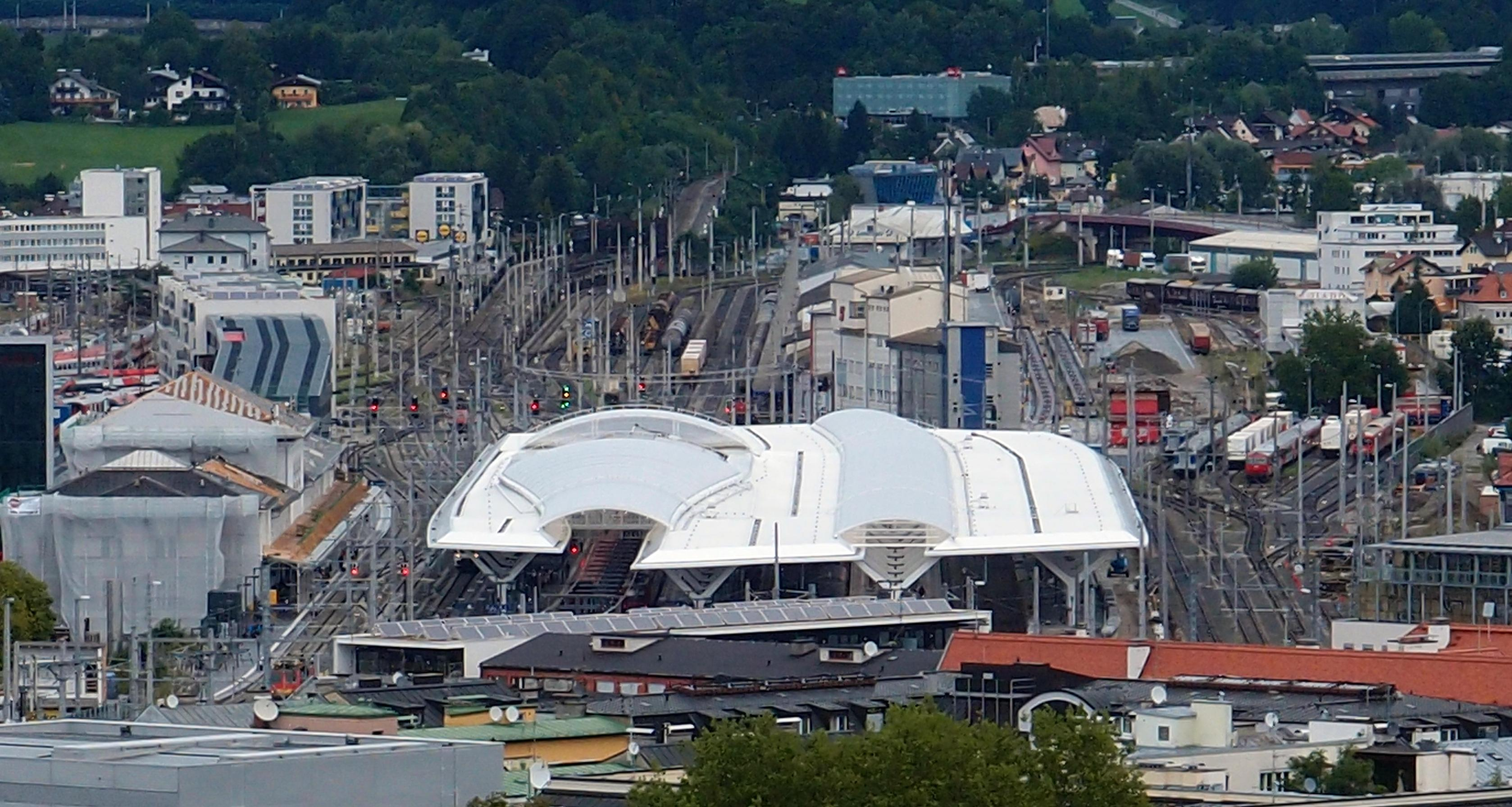
Hauptbahnhof aus gleicher Perspektive im Jahr 2013

Der Salzburger Hauptbahnhof liegt in der Elisabeth-Vorstadt, die Altstadt ist durch den Stadtteil Neustadt abgegrenzt.
Das Aufnahmegebäude des Bahnhofes steht auf dem Südtiroler Platz mit dem Busbahnhof für Regionalbusse und der Bushaltestelle der städtischen Buslinien. Um den Platz befinden sich außerdem Cafés, Restaurants und ein Einkaufszentrum.
Südlich erstreckt sich der Personenbahnhof bis zur Saint-Julien-Straße bzw. Gabelsbergerstraße; der durchgehende Straßenzug unterquert die vom Bahnhof auslaufenden Gleisanlagen in Richtung Deutschland im Nelböck-Viadukt. Östlich der Gütergeleise befindet sich die Lastenstraße, westlich begrenzen die Rainerstraße sowie der Südtiroler Platz und der Engelbert-Weiß-Weg die Bahnanlagen. In nördlicher Richtung bündeln sich die Gleise zur Westbahn in Richtung Wien und zur Salzburg-Tiroler-Bahn in Richtung Bischofshofen.
Dabei fällt das Bahnhofsgelände in drei Stadtteile, Elisabeth-Vorstadt vor dem Bahnhof, Itzling im Norden und Schallmoos auf der Frachtenbahnhofseite, sowie in zwei Katastralgemeinden, gutteils Salzburg und am nordseitigen Ende Itzling.
Das Aufnahmegebäude selbst und die historischen Bahnsteige gehören noch zur Pufferzone des UNESCO-Welterbes Historisches Zentrum der Stadt Salzburg, fallen also nicht direkt unter den UNESCO-Schutz, es soll aber die Kernzone vor Störungen im Weichbild bewahrt werden. Auch in der Pufferzone brauchen dominierendere Baulichkeiten die Zustimmung der UNESCO-Kommission, auch bei geringer Bauhöhe, da die Stadt von den Stadtbergen von oben so gut einsichtig ist.
Aufnahmegebäude und Mittelbahnsteig stehen zudem unter Denkmalschutz.

### Empfangsgebäude

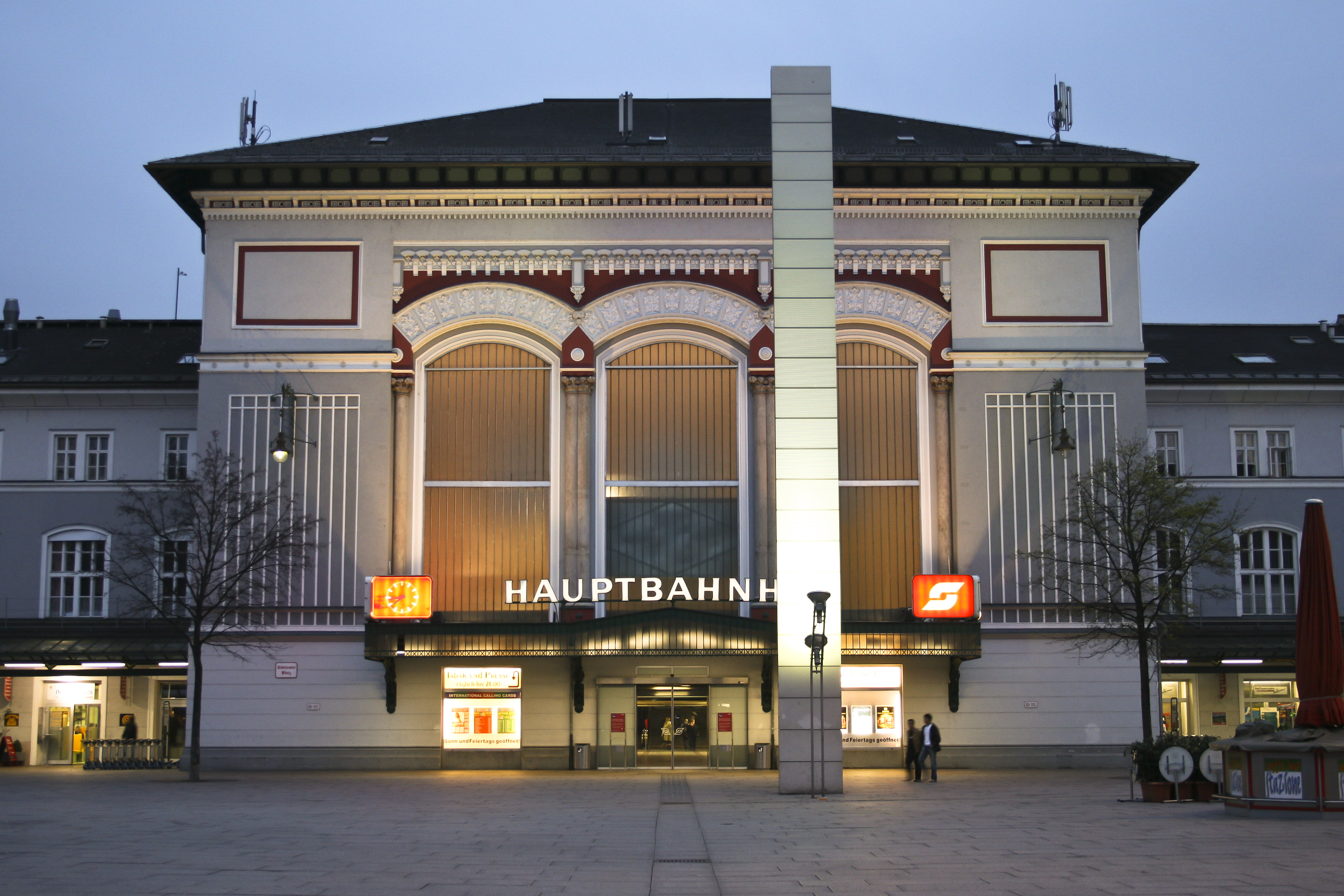
Das Bahnhofsgebäude 2007

Die Bahnhofsgebäude an der Westbahn wurden alle – oft mehrmals – durch neuere ersetzt. Nur das Salzburger Empfangsgebäude blieb weitgehend im Original erhalten. Das mit Ornamenten verzierte Gebäude steht heute unter Denkmalschutz.
Das Bahnhofsgebäude bestand nach der Betriebseröffnung aus einem Mitteltrakt und auf beiden Seiten aus einem jeweils nach hinten versetzten Flügelbau, an den sich wiederum jeweils ein etwas vorgesetzter Gebäudetrakt anschloss. Die Diensträume, Warteräume und Abfertigungsschalter befanden sich im linken Teil des Gebäudes. Mit dem Bahnhofsumbau von 1906 bis 1909 wurde auch das Empfangsgebäude renoviert und umgestaltet. Ein besonderer Glücksfall war die Wiederauffindung der originalen Fliesengestaltung der Wartehalle, die jahrzehntelang hinter Wandplatten verborgen und im besten Zustande erhalten war.
Seitdem wurde das Empfangsgebäude hinsichtlich der Bauelemente nicht mehr verändert. Das Gebäude besitzt heute ein Walmdach und hat einen weiß-grauen Anstrich. Der Mitteltrakt ist mit roten Stilelementen verziert.
Im Zuge des Bahnhofsumbaus wurde auch das Empfangsgebäude modernisiert; die UNESCO, Bundesdenkmalamt, die Stadt Salzburg und die ÖBB waren sich einig, dass die Fassade in ihrer bestehenden Form erhalten bleiben muss.
Im Jahr 2014 wurde auf der Rückseite des Bahnhofs an der Lastenstraße ein vergleichsweise großzügig angelegtes Zugangsbauwerk errichtet.

### Zentralperron

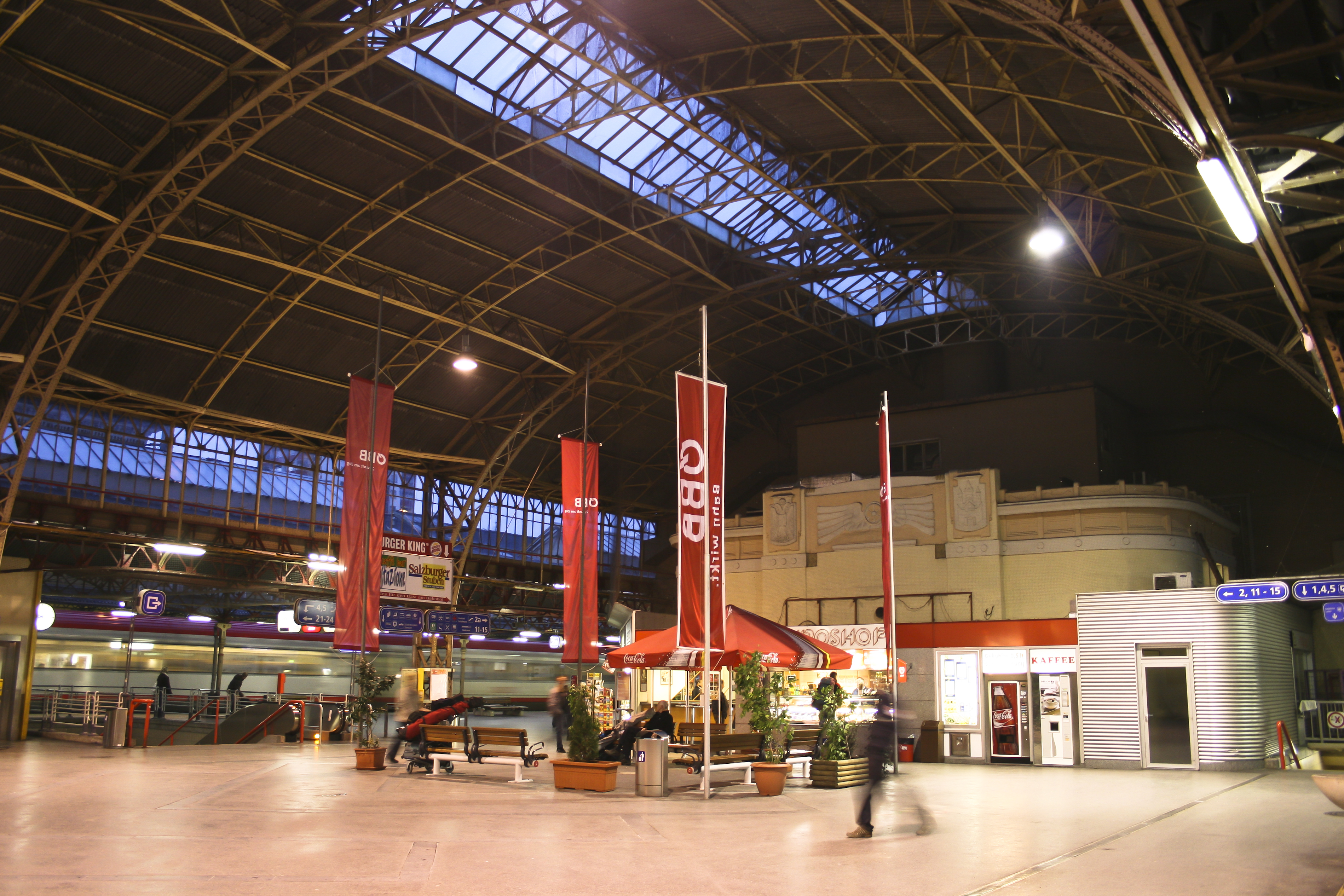
Der frühere Zentralperron

Der Zentralperron, ein zentraler und großräumiger Inselbahnsteig, wurde mit dem Bahnhofsumbau von 1906 bis 1909 errichtet. Am 19. Februar 1906 wurde mit seinem Bau begonnen, die Eröffnung erfolgte am 5. Juli 1909. Im Zuge des Umbaus wurde der Inselbahnsteig 2009 gesperrt, in der Folge bis auf die denkmalgeschützte Überdachung abgetragen und durch herkömmliche Mittelbahnsteige ersetzt.
Der Zentralperron maß 164,5 Meter mal 52 Meter, was einer Fläche von 8554 Quadratmetern entspricht. Die denkmalgeschützte Überdachung wurde mit neuer, weißer Farbe versehen und ist nun in die neuerrichtete Anlage integriert. Auf dem Zentralperron befand sich ein Verkehrspavillon unter anderem mit gastronomischen Einrichtungen, welcher bei den Umbauarbeiten abgerissen wurde. Beidseitig endeten an der Schmalseite des Zentralperrons jeweils vier Kopfgleise, auf der Westseite aus Deutschland kommend, auf der Ostseite endeten hier Züge aus österreichischen Richtungen. Der Zugang zu den Zügen in Richtung Deutschland erfolgte bis gegen Jahresende 1997 über eine Grenzkontrolle, die in einem weiteren Gebäude auf dem Inselbahnsteig untergebracht war. An den Längsseiten des Zentralperrons lag jeweils ein Durchgangsgleis. An seinem östlichen Ende befanden sich zuletzt auf Höhe der Kopfgleise zwei Aufgänge zu einer Fußgängerbrücke zur Lastenstraße (Stadtteil Schallmoos), die zuvor lange Zeit nur von außerhalb des Bahnhofsgebäudes erreicht werden konnte. Diese Brücke wurde durch eine Unterführung ersetzt und 2013 abgerissen.

### Bahnsteiggleise
Der Bahnhof besaß bis zum Beginn der Umbauarbeiten 14 Bahnsteiggleise – davon fünf Durchgangsbahnsteige. Das Gleis 1 lag am Hausbahnsteig, darauf folgte ein Durchfahrtsgleis und danach das am Zentralperron liegende Gleis 2. Im Osten des Zentralperrons in Richtung Wien lagen die Gleise 11–15, auf der Westseite in Richtung Deutschland die Gleise 21–24. Südlich an den Zentralperron schloss das Gleis 3 an. Nach diesem folgte ein weiterer Mittelbahnsteig, an dem die Gleise 4 und 5 lagen.
Der Bahnhofsumbau brachte eine Neuorganisation sämtlicher Anlagen mit sich; bis Oktober 2013 entstanden 9 durchgehende Bahnsteige. Seit November 2011 sind der Hausbahnsteig 1, das Durchfahrtsgleis und der neue Mittelbahnsteig 2/3 wieder in Betrieb. Zwischenzeitlich wurden Bahnsteig 3 zu 33, Bahnsteig 4 zu 34 und Bahnsteig 5 zu 35 umbenannt, weil es ansonsten in einzelnen Bauphasen zu Überschneidungen gekommen wäre, etwa weil es gleichzeitig einen alten und bereits neuen Bahnsteig 4 gegeben hätte. Seit Juni 2012 sind die Bahnsteige 4 und 5 in ihrer neuen Lage in Betrieb, wobei das Gleis 5 zweigeteilt wurde, um über einen hölzernen Steg den Bahnsteig 14 erreichen zu können. Dieser stellte den letzten Bahnsteig des alten Bahnhofs dar, bevor er im Juni 2013 abgetragen wurde. Bahnsteig 6/7 wurde im August 2013 eröffnet, Bahnsteig 8/9 ging am 20. September 2013 in Betrieb.
Der alte Fußgängerübergang vom Bahnsteig 4/5 über die Gleise zur Lastenstraße wurde im Frühjahr 2013 abgetragen. Seitdem war die Passage zwischen dem Bahnhofsvorplatz und Schallmoos bereits provisorisch in Betrieb. Am 7. November 2014 wurde sie zusammen mit dem großzügig angelegten Bahnhofszugang auf der Schallmooser Seite endgültig eröffnet.

## Geschichte

### Planung
Erste Planungen zum Bau einer Bahnlinie von Salzburg nach Wien gab es in den Jahren 1838 bis 1842. Im Juni des Jahres 1851 wurde ein Staatsvertrag zwischen Bayern und Österreich unterzeichnet, worin der Bau einer Bahnverbindung von München nach Salzburg und von Salzburg nach Wien beschlossen wurde. Der Bahnhof sollte als Gemeinschaftsbahnhof dienen und gemeinsam geplant werden. Im Staatsvertrag wurde festgelegt, dass hinkünftig Entscheidungen, die den Bahnhof betreffen, gemeinsam zu treffen sind. Auch wurde darin eine Nutzungsregelung festgelegt. Die Benutzung der Gleise im Bahnhof und bis zum Bahnhof war auf der einen Seite nur für die Königlich Bayerische Staatsbahn, auf der anderen Seite nur österreichischen Bahnen erlaubt. Ein weiterer Teil des Bahnhofsgeländes war zur gemeinsamen Nutzung vorgesehen. Da das im Staatsvertrag vereinbarte Eröffnungsdatum wegen schwieriger Terrainarbeiten beim Bau der Bahnstrecke in Österreich nicht eingehalten konnte, wurde am 21. April 1856 ein neuer Vertrag geschlossen. Dieser verpflichtete Österreich, die Bahnstrecke nach Wien in den darauffolgenden fünf Jahren fertigzustellen.
Beim Standort des Bahnhofes entschied man sich vorerst für das linke Salzachufer. Der Salzburger Gemeinderat gab sich aber mit dieser Lösung nicht zufrieden und plante im Jahr 1853 den Bau eines Bahnhofes auf dem rechten Salzachufer im damaligen – inzwischen eingemeindeten – Vorort Froschheim. Als Vorteile dieses Standortes propagierte man die direkte Verbindung zur Salzburger Innenstadt sowie die größere Nähe zur Salzach, da man mit dieser eine effizientere Umladung von Frachten auf Schiffe erwartete.
Nach Verhandlungen mit Militär, Polizei, Landesregierung, Gemeinderegierung und Vertretern des Stadtministeriums einigte man sich am 21. Juni 1856 auf einen Standort des Bahnhofs rechts der Salzach bei den nördlichen Wällen. Der Bau links der Salzach wäre zwar billiger und topografisch einfacher gewesen, man gab aber die Befürchtung kund, dass ein zweites Stadtzentrum entstehen könne. Als Grund dafür wird angenommen, dass die Stadtverwaltung das Interesse am Verkauf teuerer Altstadtimmobilien verfolgte.
Die Kaiserin-Elisabeth-Westbahn-Gesellschaft und der bayerische Staat traten angesichts der Kostenlage weiterhin für den Bahnhofsbau links der Salzach ein, aber auch das österreichische Handelsministerium entschied sich am 18. April 1859 für den jetzigen Standort. Die Kaiserin-Elisabeth-Westbahn-Gesellschaft konnte noch im selben Jahr von den Vorteilen überzeugt werden, der Staat Bayern erst im Jahr darauf.

### Betrieb nach der Eröffnung

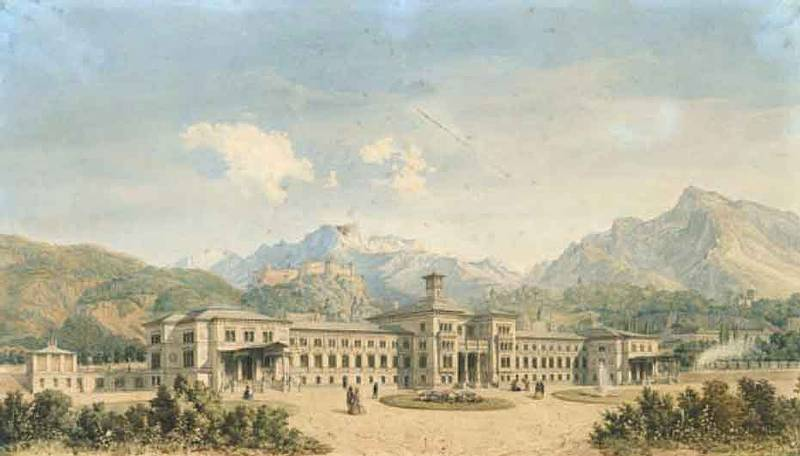
Gemälde des Empfangsgebäudes um 1870

Am 12. August 1860 wurde der Bahnhof offiziell eröffnet, Salzburg wurde mit der Eröffnung der Bayerischen Maximiliansbahn von München über Rosenheim nach Salzburg und innerhalb Österreich-Ungarns mit der Kaiserin-Elisabeth-Bahn nach Wien (welche der heutigen Westbahn entspricht) an das internationale Eisenbahnnetz angebunden. Der Bahnhof wurde damals als Durchgangsbahnhof angelegt; er besaß ein Empfangsgebäude und zwei Bahnsteiggleise sowie einige Anlagen für den Betrieb und den Güterverkehr. Die Betriebsanlagen bestanden aus einer Werkstatt und einem Heizhaus für bayerische Züge, einer Wagenremise, die auch für die bayerischen Züge vorgesehen war, einem Heizhaus sowie einer Werkstatt der Österreichischen Bahn. Außerdem waren Betriebsanlagen wie Wassertürme gemeinsam zu nutzen. Die Güteranlagen bestanden aus einem österreichischen und einem bayerischen Güterschuppen sowie aus österreichischen und bayerischen Verladerampen.
Im Jahr 1873 wurde die Bahnhofsstraße, die aus der Innenstadt mittig in den Vorplatz einmündete, in Westbahnstraße umbenannt. Im Jahr 1886 wurde für die Salzburger Eisenbahn- und Tramwaygesellschaft (SETG) ein eigener Lokalbahnhof auf dem Bahnhofsvorplatz errichtet. An diesem hatten die Salzburger Straßenbahnlinien ihren Ausgangspunkt.
In den folgenden Jahren zeigte sich bald, dass der Bahnhof neuen Streckenzugängen nicht mehr gewachsen sein würde. So war etwa die Tauernbahn in Planung, was einen Verkehrszuwachs auch für den Salzburger Bahnhof erwarten ließ, so dass seine Erweiterung für notwendig erachtet wurde. Die Österreichischen Eisenbahnen entschlossen sich gemeinsam mit der Königlich Bayerischen Staatsbahn für einen Bahnhofsumbau mit einer Trennung von Güter- und Personenverkehr.
Der Güterverkehr sollte nach Salzburg-Gnigl, dem heutigen Standpunkt des Rangierbahnhofes verlegt werden. Für den Personenverkehr plante man eine Mischung aus Kopf- und Durchgangsbahnhof. Es waren zuerst zwei Durchgangsgleise neben dem Empfangsbahnhof vorgesehen, an diesen sollten wichtige internationale Züge wie der Orient-Express halten. Für die bayrischen und österreichischen Regionalzüge wurde der Zentralperron entworfen, an dessen beiden Seiten fünf Kopfgleise endeten. Auch waren weitere Durchgangsgleise geplant. Außerdem sollte der Bahnhofssteg, ein Fußgängerübergang über die Geleise, von seiner ursprünglichen Position verlegt werden, da beabsichtigt war, auf seinem alten Ausgangspunkt ein Postamt zu errichten.
Das bayerische Bahnbetriebswerk wurde nach Freilassing verlegt, weshalb in Salzburg nur noch ein sechsständiger Lokschuppen vorgesehen war. Im Norden der Bahnanlagen war ein Rundlokschuppen für die österreichischen Bahnen gedacht.

### Umbau des Bahnhofes um 1900

Der Lokalbahnhof auf dem Bahnhofsvorplatz um 1900; zu sehen ist auch die 1957 eingestellte Salzkammergut-Lokalbahn

1889 wurden die ersten Planungen öffentlich gemacht. Ein neues Postamt konnte 1902 eröffnet werden, gleichzeitig wurde der Steg auf der Nordseite neu aufgebaut. 1902 wurde auch mit dem Bau des neuen Verschiebebahnhofes in Salzburg-Gnigl begonnen, in Betrieb genommen wurde er am 3. Jänner 1905. Die Arbeiten am Unterbau des eigentlichen Bahnhofes fanden vom 4. Februar 1904 bis Juni 1906 statt. Baubeginn für den Zentralperron war der 19. Februar 1907.
Im Jahr 1909 fand die Eröffnung des teilweise als Inselbahnhof umgestalteten Bahnhofs statt. Parallel zum Empfangsgebäude, welches an einem Durchgangsgleis liegt, wurde ein weiteres Gebäude auf einem breiten Bahnsteig, dem Zentralperron, errichtet. Über allem wölbte sich eine Runddachkonstruktion, was den Eindruck einer Halle bewirkte. An der Längsseite dieser Halle befanden sich Durchgangsgleise, an den beiden Schmalseiten wurden Kopfgleise angelegt: auf der nordöstlichen Seite für den innerösterreichischen Verkehr und auf der südwestlichen für die Züge von und nach Bayern. Während des Umbaus wurde die österreichische Dienststelle von der bayerischen abgetrennt; diese bekam einen separaten Bereich mit einer eigenen Fahrdienstleitung. Zudem war die Bayern zugedachte Seite des Bahnhofs nun durch eine Zollstation abgetrennt.
Mit dem Ausbau weiterer Strecken, zuletzt mit der Fertigstellung der Tauernbahn nach Villach und weiter nach Triest im Jahr 1909, stieg die Bedeutung des Salzburger Hauptbahnhofs als Verkehrsknotenpunkt. Von dem am Bahnhofsvorplatz angelegten, heute nicht mehr existenten Lokalbahnhof fuhren ab 1886 die Salzburger Lokalbahn und ab 1893 die Salzkammergut-Lokalbahn ab.

### Im und nach dem Zweiten Weltkrieg
Während des Zweiten Weltkriegs waren der Bahnhof und seine Gleisanlagen ab Oktober 1944 Ziel mehrerer Luftangriffe der US Army Air Forces (USAAF). Bei den Bombenangriffen auf Salzburg wurde der Bahnhof teilweise zerstört.
Im Bereich der Bahnanlagen werden auch heute noch Blindgänger im Erdreich vermutet, was bei Tiefbauarbeiten immer wieder zu Problemen führt. Im Juli 2003 kostete die missglückte Entschärfung einer 250 kg schweren Fliegerbombe zwei Sprengstoffexperten das Leben. Im Juli und August 2007 ließen die ÖBB das Bahnhofsgelände auf Blindgänger absuchen. Während der Umbauarbeiten des Bahnhofes werden immer wieder Bodensondierungen durchgeführt, um eine sichere Arbeit gewährleisten zu können.

### Vorplatzumbau in den 1980er/1990er Jahren
Im Jahr 1988 wurde der Vorplatz neu gestaltet, es entstand ein neues Kaufhaus mit Hotel (altes Forum), das Posthochhaus wurde abgetragen, die Bahnhofspost neu gebaut und eine Tiefgarage errichtet. Es handelte sich um einen Entwurf des deutschen Architekten Joachim Schürmann, Siegerprojekt des internationalen Architektenwettbewerbs 1986.
Seit dem Jahr 1996 hat die Lokalbahn Salzburg–Lamprechtshausen ihren Ausgangspunkt in einer Station unter dem Südtiroler Platz. Eine unterirdische Verlängerung der Bahn als U-Bahn beziehungsweise Stadtbahn in oder durch das Stadtzentrum war geplant und wird auch weiterhin als Option gehandelt. Mit der Errichtung und dem Ausbau des S-Bahnsystems im Großraum Salzburg wird der Bahnhof in seiner Bedeutung erneut aufgewertet, wobei er aufgrund der wenigen Durchgangsgleise vor dem derzeitigen Umbau immer mehr an seine Kapazitätsgrenzen stieß.
Der ursprüngliche Entwurf von Schürmann wurde nur teilweise realisiert. Den Busterminal in den Untergrund zu verlegen, war ein zentrales Anliegen, um so einen vollkommen verkehrsfreien, parkartigen Vorplatz zu erhalten, der ein attraktives „Tor“ zur Tourismusstadt Salzburg werden hätte sollen. Zugleich wäre das Bahnhofsviertel als Wohngegend attraktiviert worden. Diese Pläne wurden aus finanziellen Gründen nicht umgesetzt; am heutigen Vorplatz schneiden sich wieder der Fußverkehr der Reisenden und Anwohner, der Radverkehr und der öffentliche Verkehr von O-Bus, Stadtbus und Regionalbussen mit dem Individualverkehr. Der verkehrsfreie Raum und der Park, direkt neben der Straße, die den Platz quert, nehmen nur einen Teil des Südtiroler Platzes ein, der Terminal leidet unter Platzmangel. Städteplanerisch gilt das Projekt – im derzeitigen Bauzustand – als gutteils gescheitert, nur die Anbindung der Lokalbahn an die Westbahn genüge modernen Ansprüchen.
Am direkten Bahnhofsvorplatz wurde der Labyrinthbrunnen aufgestellt, im Park ein Mahnmal für die Opfer des Nationalsozialismus von Heimo Zobernig (2002), zusätzlich wurde ein Buchenhain gepflanzt.

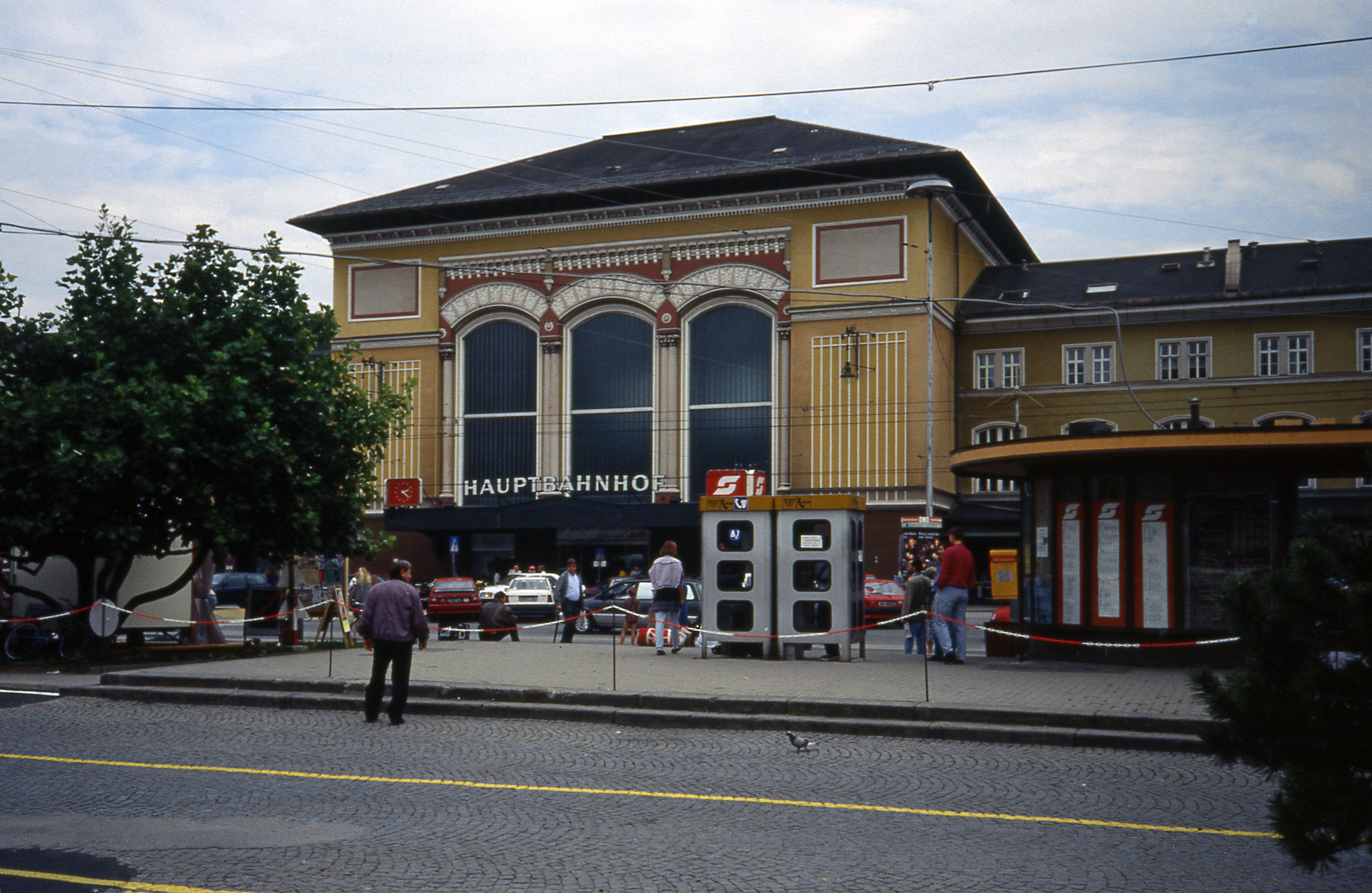
Salzburg Hauptbahnhof und Vorplatz, 1992
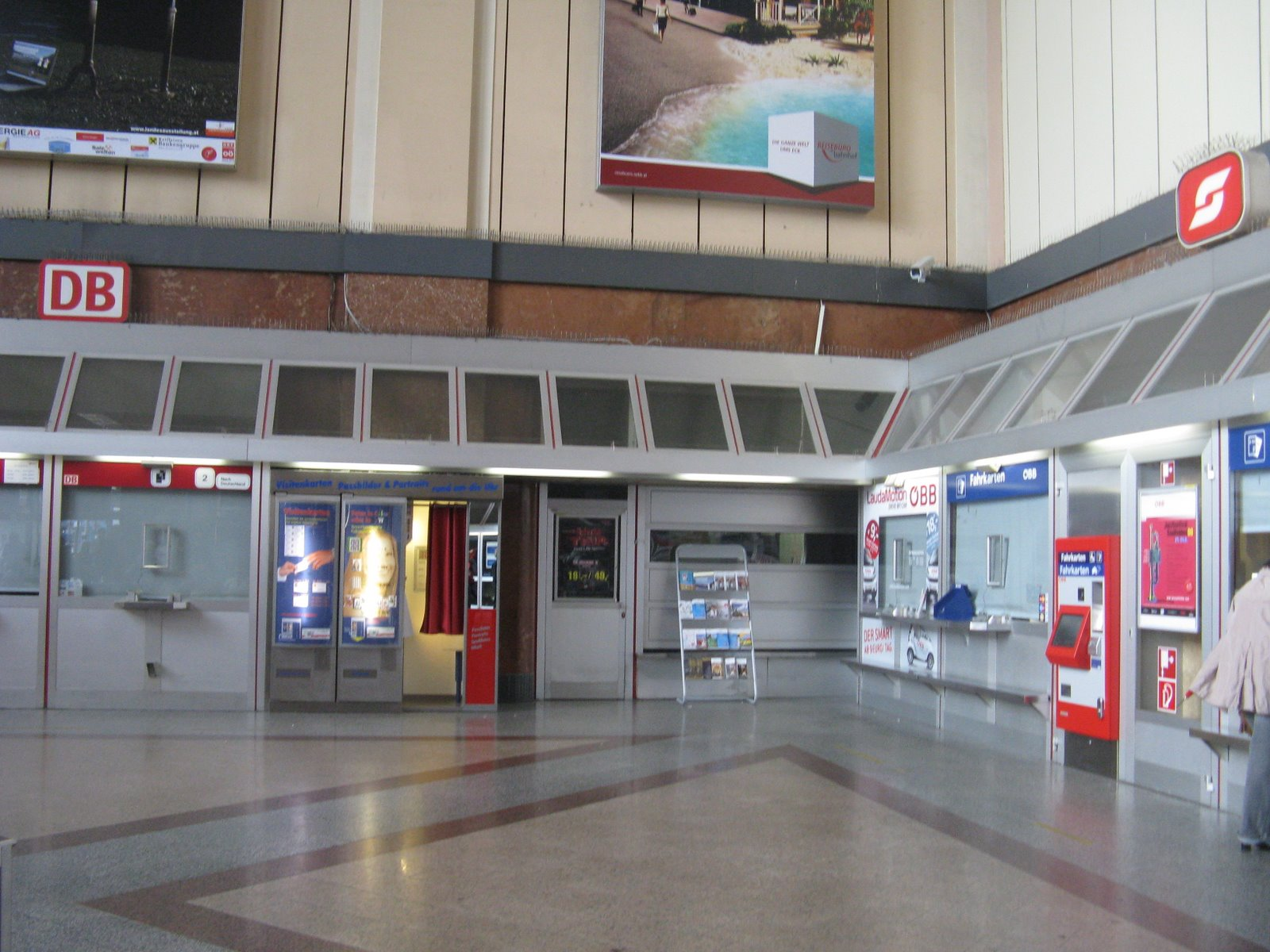
Da Salzburg Hbf ein Grenzbahnhof ist, gibt es Fahrkartenschalter und Fahrkartenautomaten der ÖBB sowie der DB (hier zu sehen vor dem Umbau)
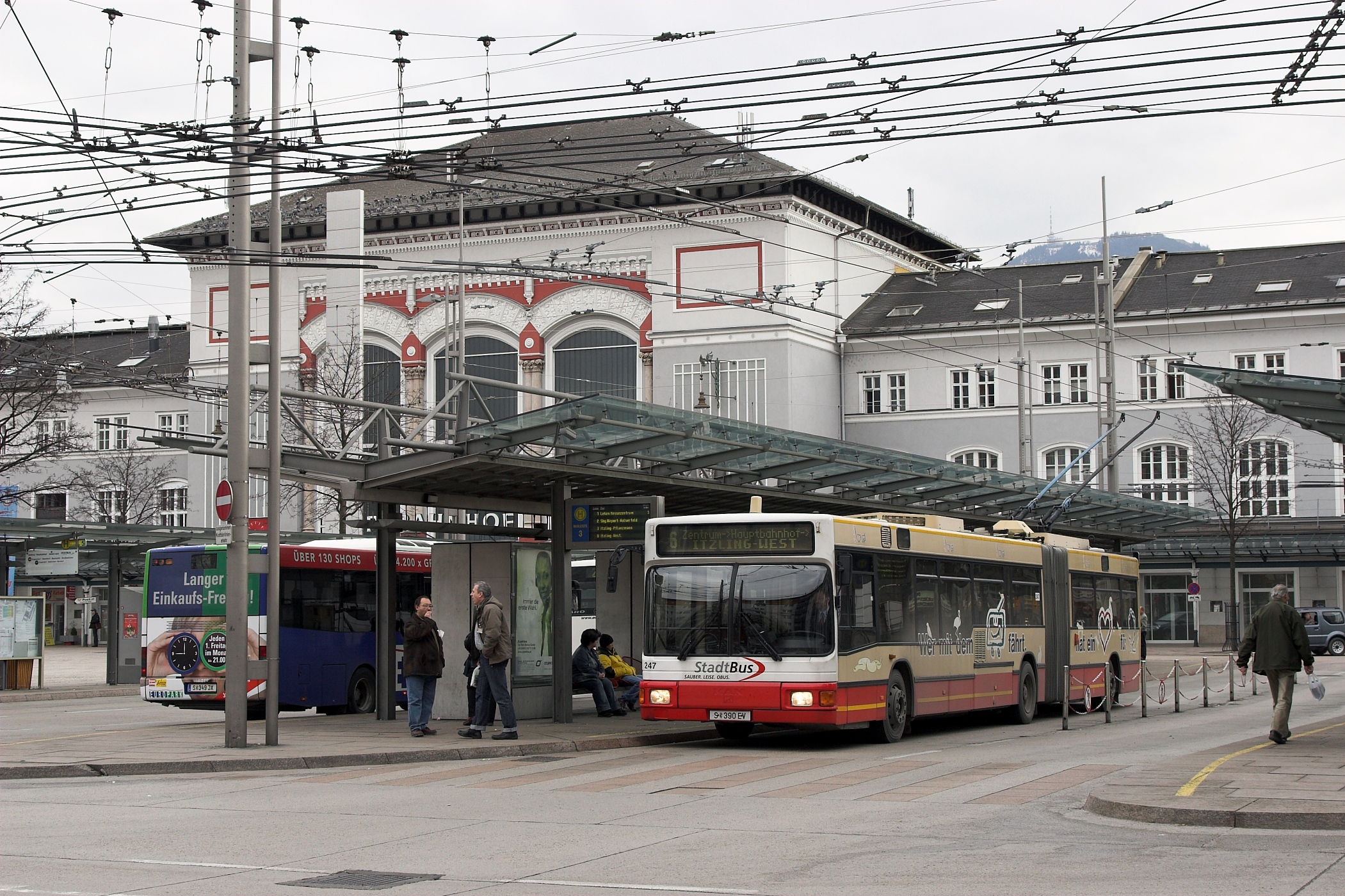
Abfahrtstelle der O-Busse vor dem Hauptbahnhof, 2008
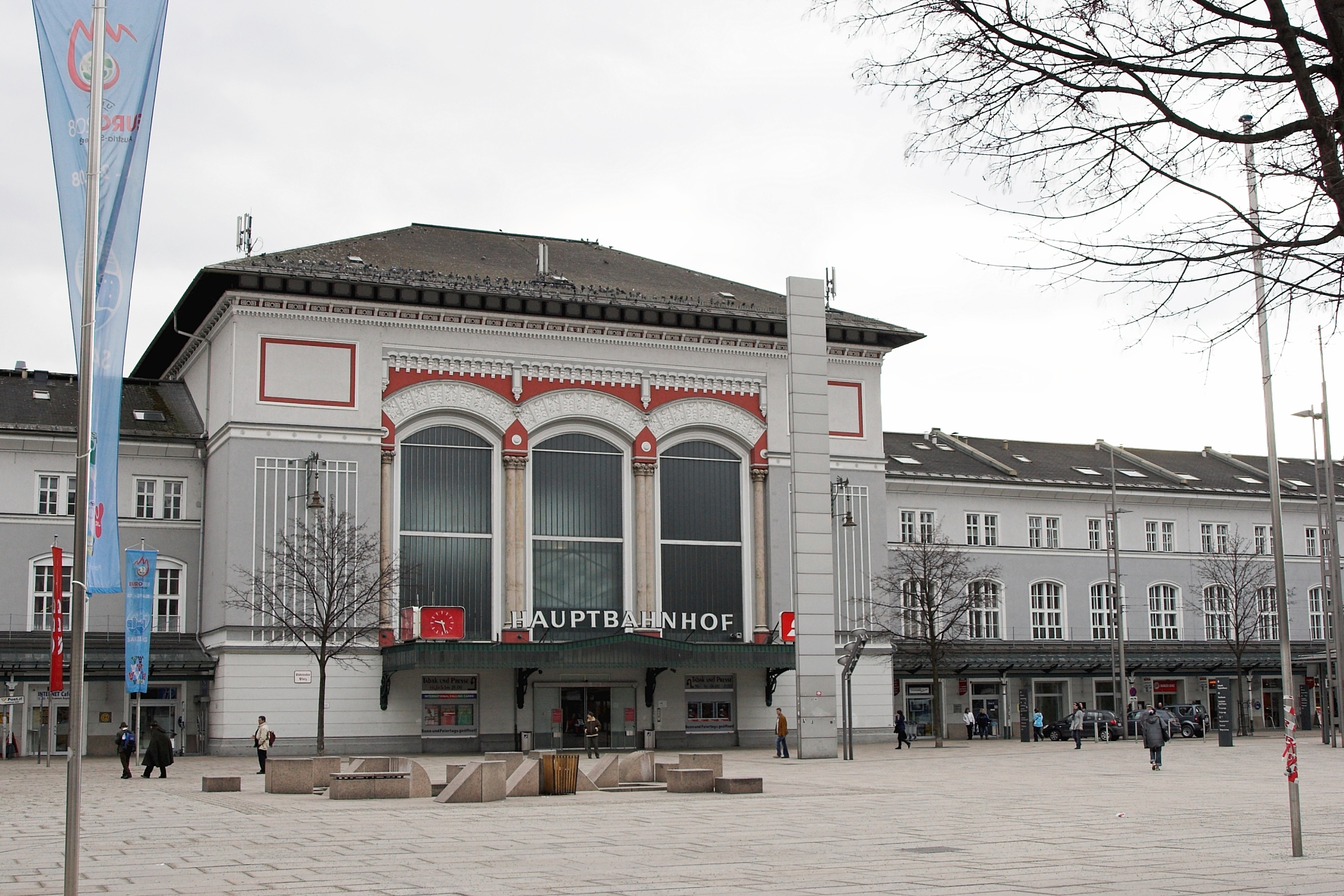
Ansicht vom Südtiroler Platz, 2008

### Umbau in den 2000er/2010er Jahren

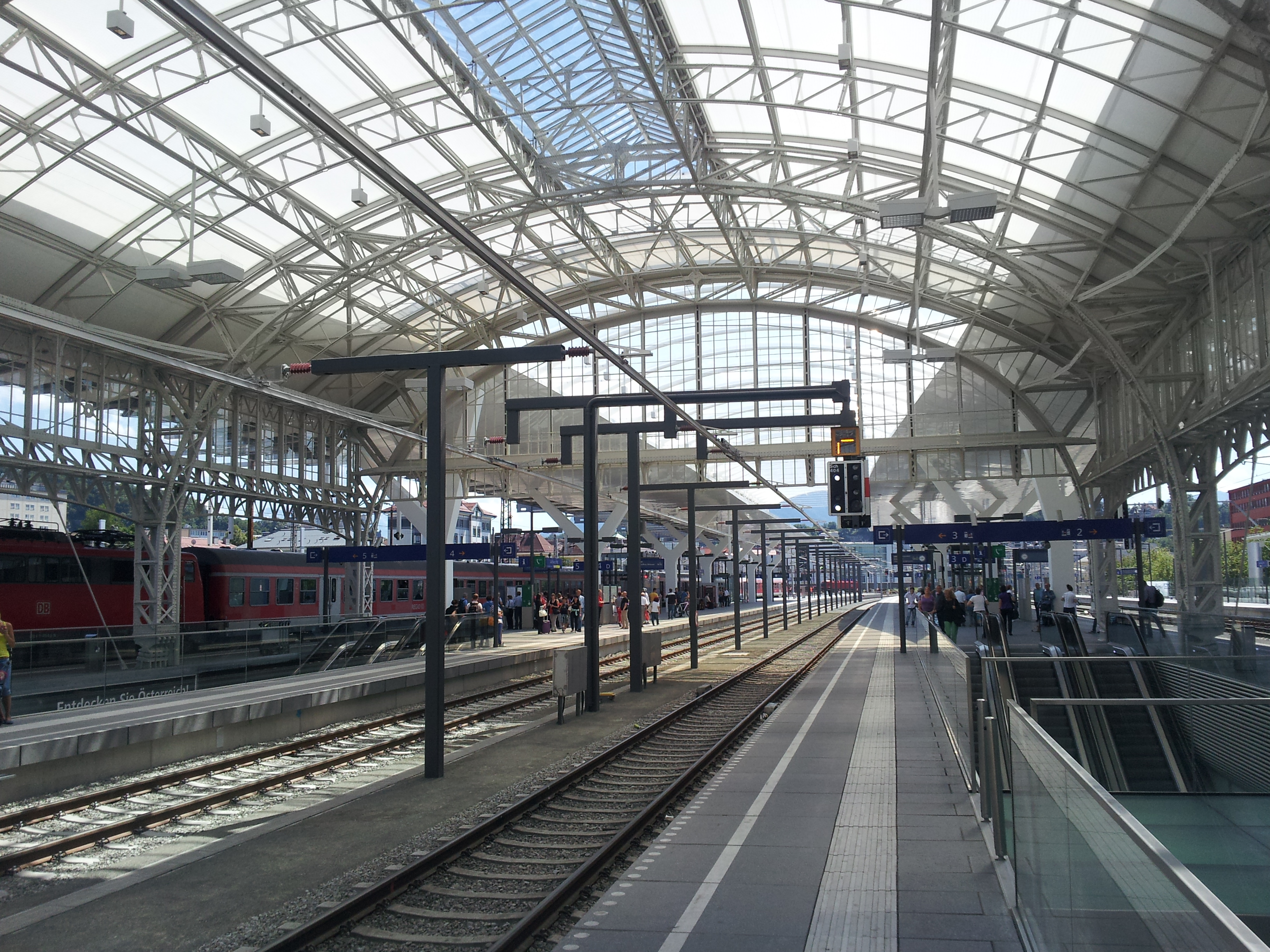
Integration der denkmalgeschützten Bahnsteigüberdachung in den modernen Glasbau. Man beachte die Stromschiene als Oberleitung.

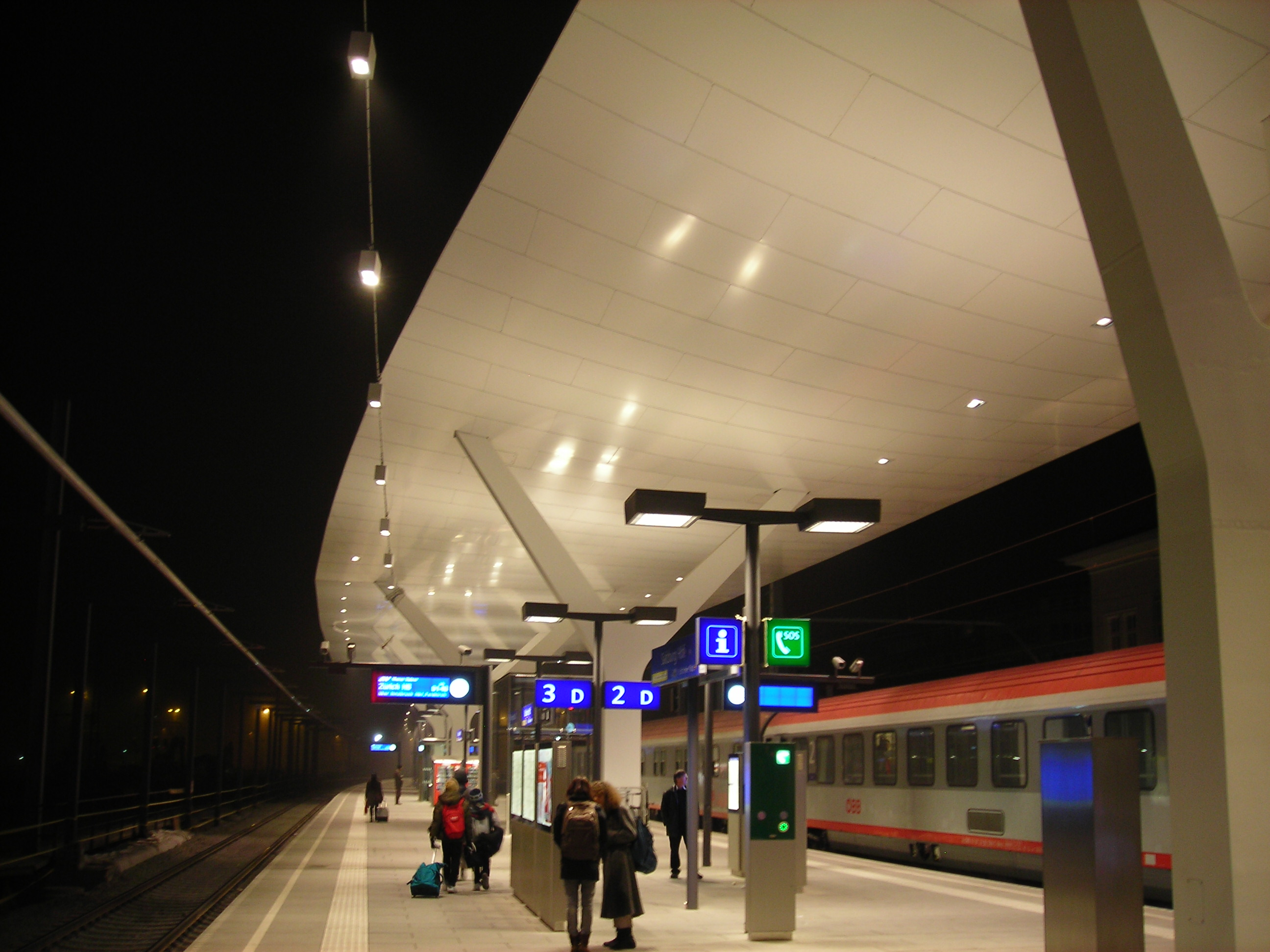
Der neueröffnete Bahnsteig 2/3

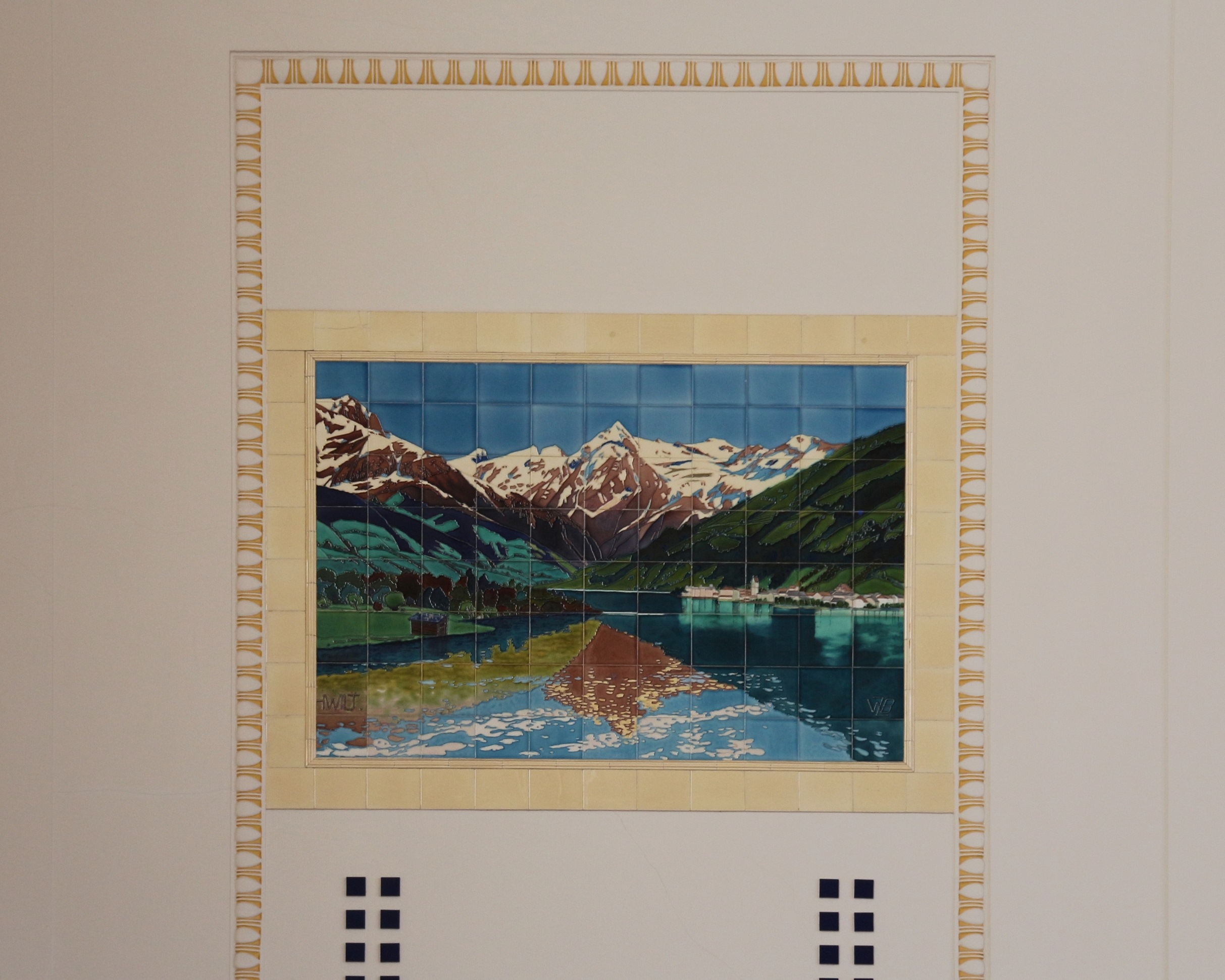
Eines der zehn bei den Umbauarbeiten wieder zutage gebrachten Fliesenbilder mit Motiven aus dem Land Salzburg (hier im Bild Zeller See gegen Süden)

Die Struktur des Bahnhofs mit seinen Kopfbahnsteigen und fünf durchgehenden Bahnsteigen wurde für den Bahnverkehr angesichts der offenen Staatsgrenzen nach dem Beitritt zum Schengen-Raum für eher hinderlich als sinnvoll gehalten. Deshalb wurde im Rahmen der sogenannten ÖBB-Bahnhofsoffensive ein völliger Neubau der Gleisanlagen und Bahnsteige beschlossen, wobei die Kopfbahnsteige durch durchgehende Bahnsteige ersetzt und die drei unterirdischen Gleiszugänge durch eine breite Einkaufspassage unter sämtlichen Gleisen vom Südtiroler Platz bis zur rückwärtig des Bahnhofs gelegenen Lastenstraße auf der südlichen Seite der Gleisanlagen ersetzt wurden.
Den Architektenwettbewerb gewann Klaus Kada von der Kadawittfeldarchitektur, welcher schon den neuen Hauptbahnhof in Klagenfurt konzipiert hatte. Sein Siegerprojekt wurde bereits im Mai 1999 präsentiert. Diese für die Funktionalität als Taktknoten im Fern- und Nahverkehr erforderliche Baumaßnahme wurde jedoch immer wieder hinausgezögert, unter anderem wegen einer Kontroverse um den Marmorsaal, der sich in dem Gebäude auf dem breiten Inselbahnsteig (Zentralperron) befand und für den Umbau abgetragen werden musste. Beim Marmorsaal handelte es sich um einen nach dem Zweiten Weltkrieg errichteten Saal des spätsezessionistischen Bahnhofsrestaurants. Eine Bürgerinitiative postulierte, er sei historisch wertvoll und solle deshalb erhalten werden. Von Seiten der Stadt Salzburg wurde als Kompromiss vorgeschlagen, den Saal abzutragen und an anderer Stelle im neuen Gebäude wieder aufzubauen. Später hat die zuständige Behörde den Streit beendet, indem der Abriss unter diesen Bedingungen genehmigt wurde. Der Marmor aus dem Marmorsaal wurde unter Aufsicht des Denkmalschutzamtes fachgerecht abgetragen und wird von den ÖBB – für eine mögliche spätere Verwendung – gelagert. Im Juli 2016 kaufte das Augustiner Bräu Kloster Mülln die Teile des Marmorsaals. Im April 2017 wurde der wieder aufgebaute Saal schließlich im Bräustübl eröffnet.
Durch die Entfernung von Paneelen in der Eingangshalle des Bahnhofs sind gut erhaltene Fliesenbilder aus den 1910er Jahren wieder zum Vorschein gekommen.
Die stählerne Dachkonstruktion der beiden Haupthallen auf dem Inselbahnsteig stand schon zuvor unter Denkmalschutz. Deshalb wurde sie Anfang November 2009 vorsichtig abgetragen, in über 2000 Einzelteile zerlegt, um in einem Werk der Firma Zeman in Polen restauriert und in den neuen Bahnhof integriert zu werden. Im Februar 2011 wurde der erste der sieben Spannbögen der Konstruktion wieder aufgestellt und unterhalb einer neu errichteten Glasdachung eingebaut.
Das Gesamtbudget für den Bahnhofsneubau betrug 270 Millionen Euro, wovon knapp über 10 % vom Land Salzburg eingebracht wurden. Der Spatenstich erfolgte am 7. November 2008. Laut Projektleiter der ÖBB lagen die Arbeiten exakt im Zeitplan. Der Bahnhof sollte 2014 fertiggestellt sein und wurde auch tatsächlich am 7. November 2014 feierlich eröffnet.
Der Umbau bei fortlaufendem Betrieb erforderte von den Planern besondere Maßnahmen:
- Von 2009 bis Juni 2012 waren die Serviceeinrichtungen der ÖBB in Container am Bahnhofsvorplatz übersiedelt. Dort befanden sich die Schalterhalle, Fahrkartenautomaten, Reisecenter, Bahnhofsrestaurant, Buch-, Zeitschriften und Tabakwarenhandel sowie eine Infobox inklusive einer Ausstellung zum Bahnhofsumbau. Im Juni 2012 sind die Trafiken, ÖBB-Infocenter und -Fahrkartenverkauf und Press&More in die neuen Tunnelpassage übersiedelt, der Container wird nunmehr nur noch vom Café und einer Bäckereifiliale benutzt.
- Die verringerte Anzahl an zur Verfügung stehenden Gleisen stellte in der Hochphase des Umbaus eine logistische Herausforderung für die Aufrechterhaltung eines Betriebes nach Fahrplan dar. Es kam daher zu wiederholten Veränderungen des angefahrenen Bahngleises und in Einzelfällen zu Verzögerungen im Zugverkehr.
- Ab 27. Oktober 2009 stand der Bahnhofsvorplatz für den Individualverkehr nur noch eingeschränkt zur Verfügung, der öffentliche Verkehr war davon nicht betroffen.
- Bis November 2011 waren die Zugänge zu den Bahnsteigen temporär anders geregelt; die alte Schalterhalle, die nunmehr diese Funktion nicht mehr erfüllt, war geschlossen und provisorische Zugänge zu den Zügen befanden sich links und rechts vom Bahnhofsgebäude. Von November 2011 bis Juni 2012 wurden die Gleise 33–35 (ehemals 3–5) über eine provisorische Holzrampe bedient. Alle Bahnsteige wurden abgetragen und am 20. September 2013 wieder eröffnet, der Zugang erfolgt über die Zentralpassage.

Der Salzburger Hauptbahnhof wurde beim VCÖ-Bahntest 2003 zum zweitschönsten Bahnhof Österreichs gekürt. Durch die baustellenbedingten Einschränkungen verschlechterte sich die Einschätzung naturgemäß. 2010 und 2011 wurde der Bahnhof als hässlichster Bahnhof Österreichs befunden. Nach der Teilfertigstellung des Bahnhofes verbesserte sich sein Ansehen und er wurde 2012 auf Platz 5, 2013 auf Platz 3 und 2016 auf Platz 1 der schönsten Bahnhöfe Österreichs gelistet.

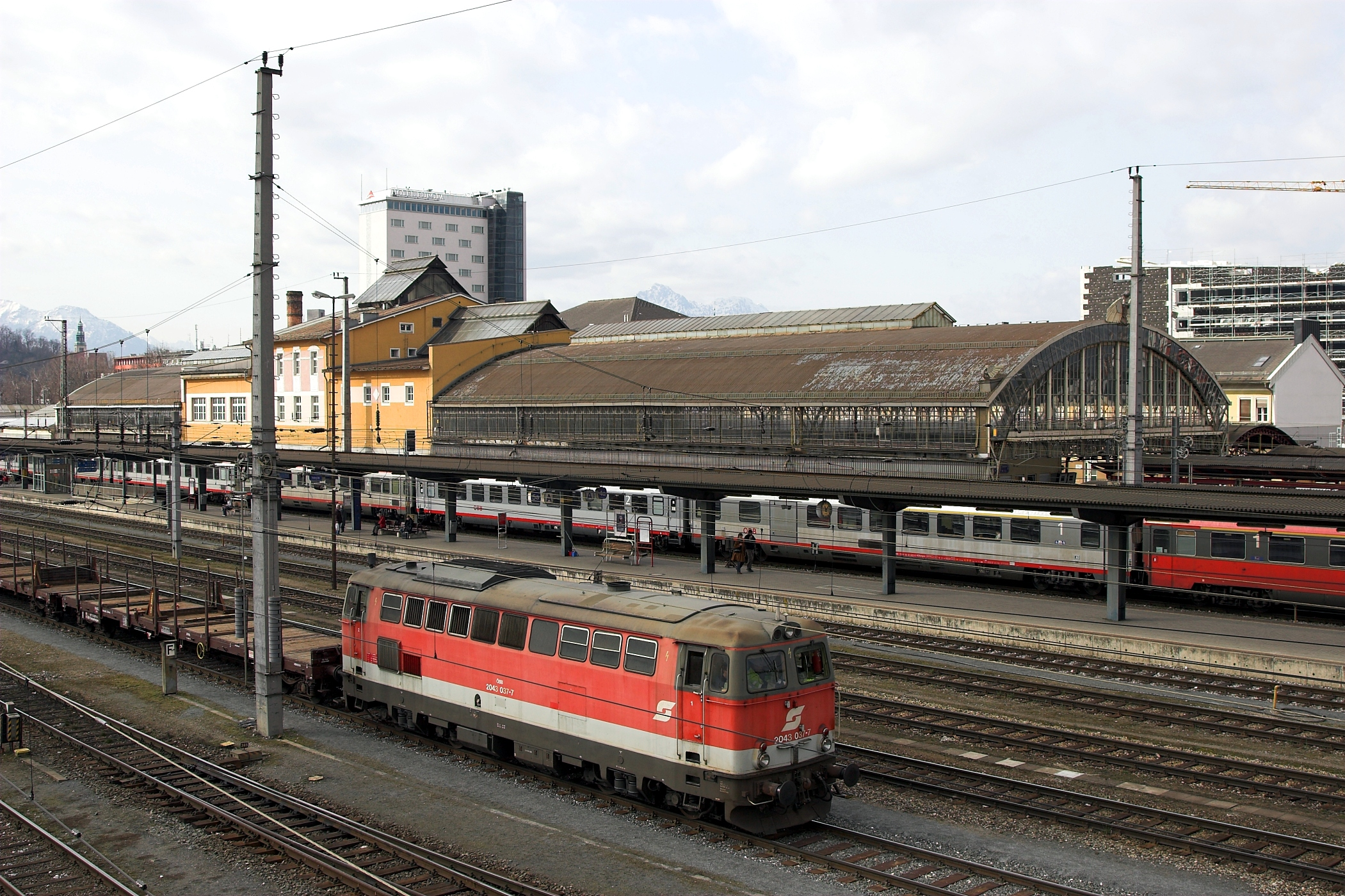
Inselbahnsteig mit den originalen Bahnhofshallen
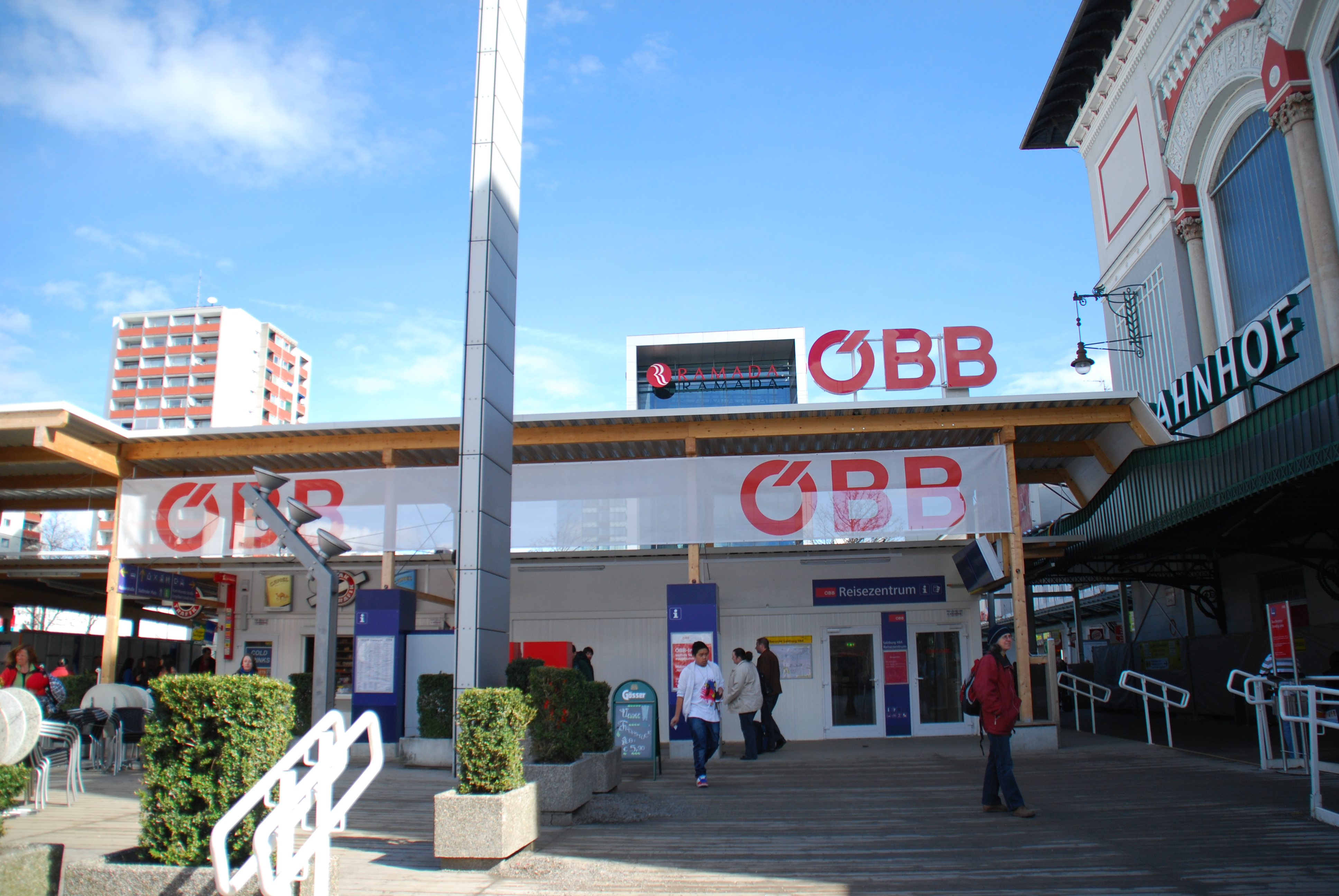
Provisorische Fahrkartenschalter und -automaten
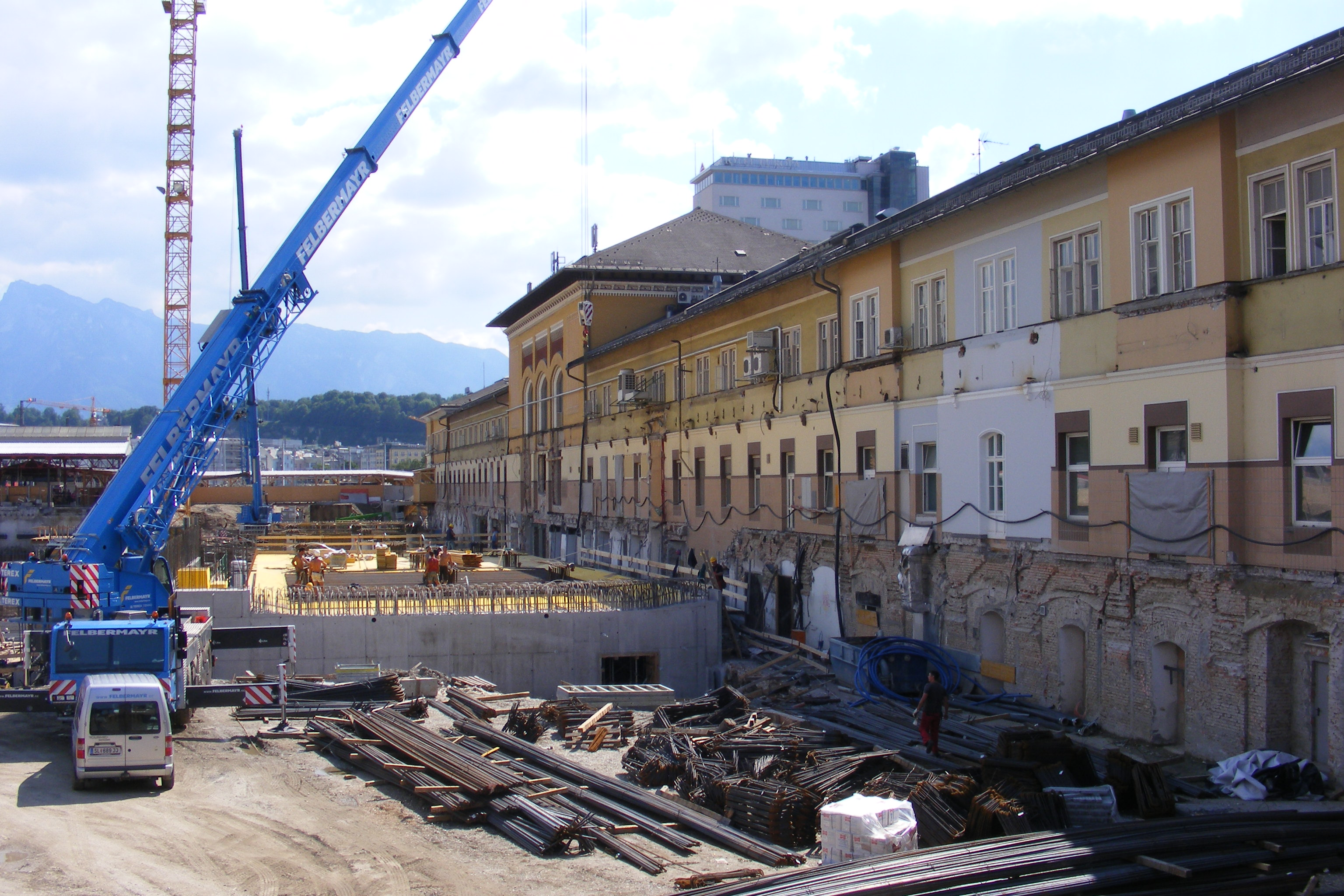
Bahnhofsgebäude gleisseitig während des Umbaus, 2010
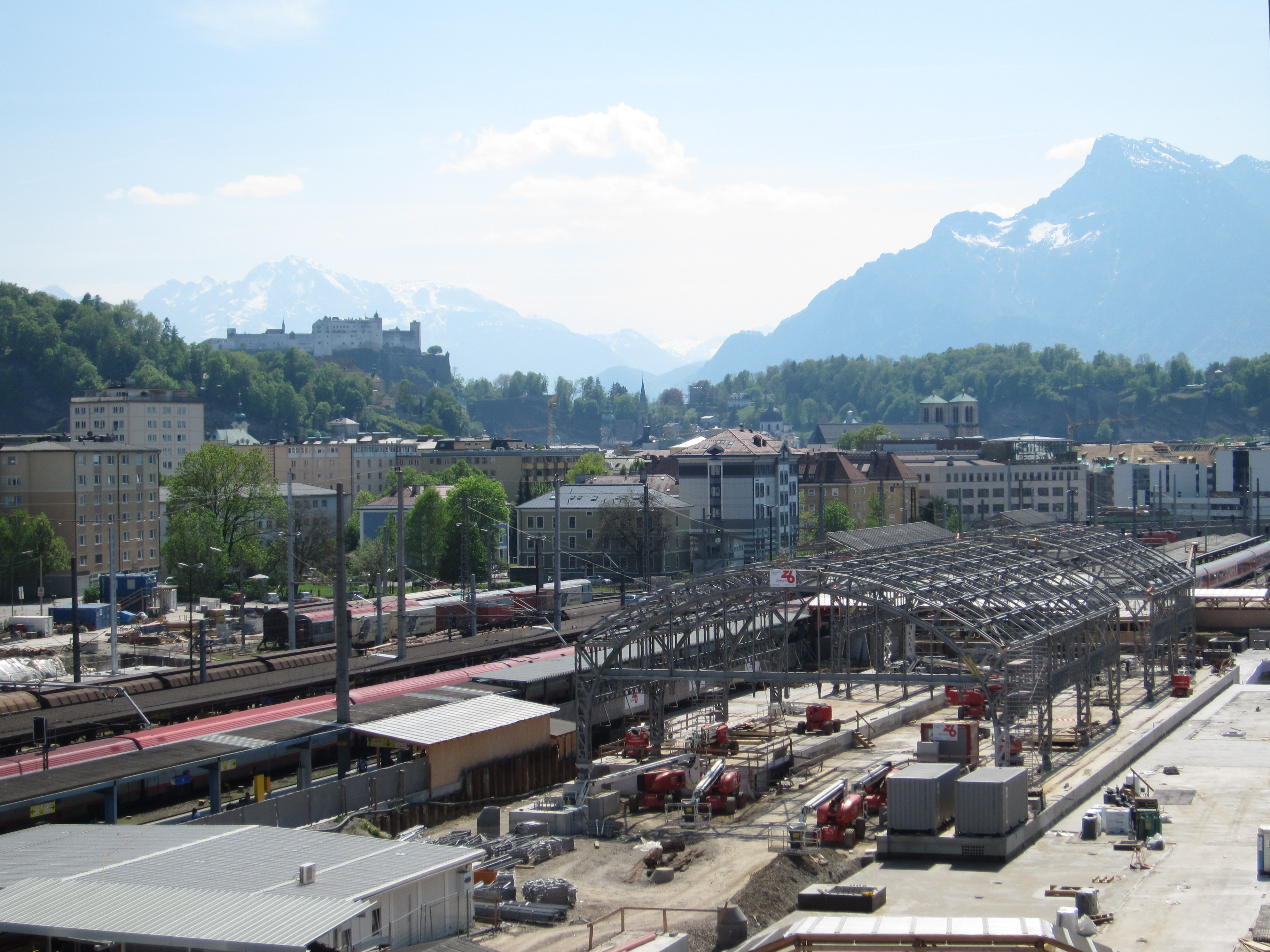
Wiederaufbau der restaurierten Stahlhalle
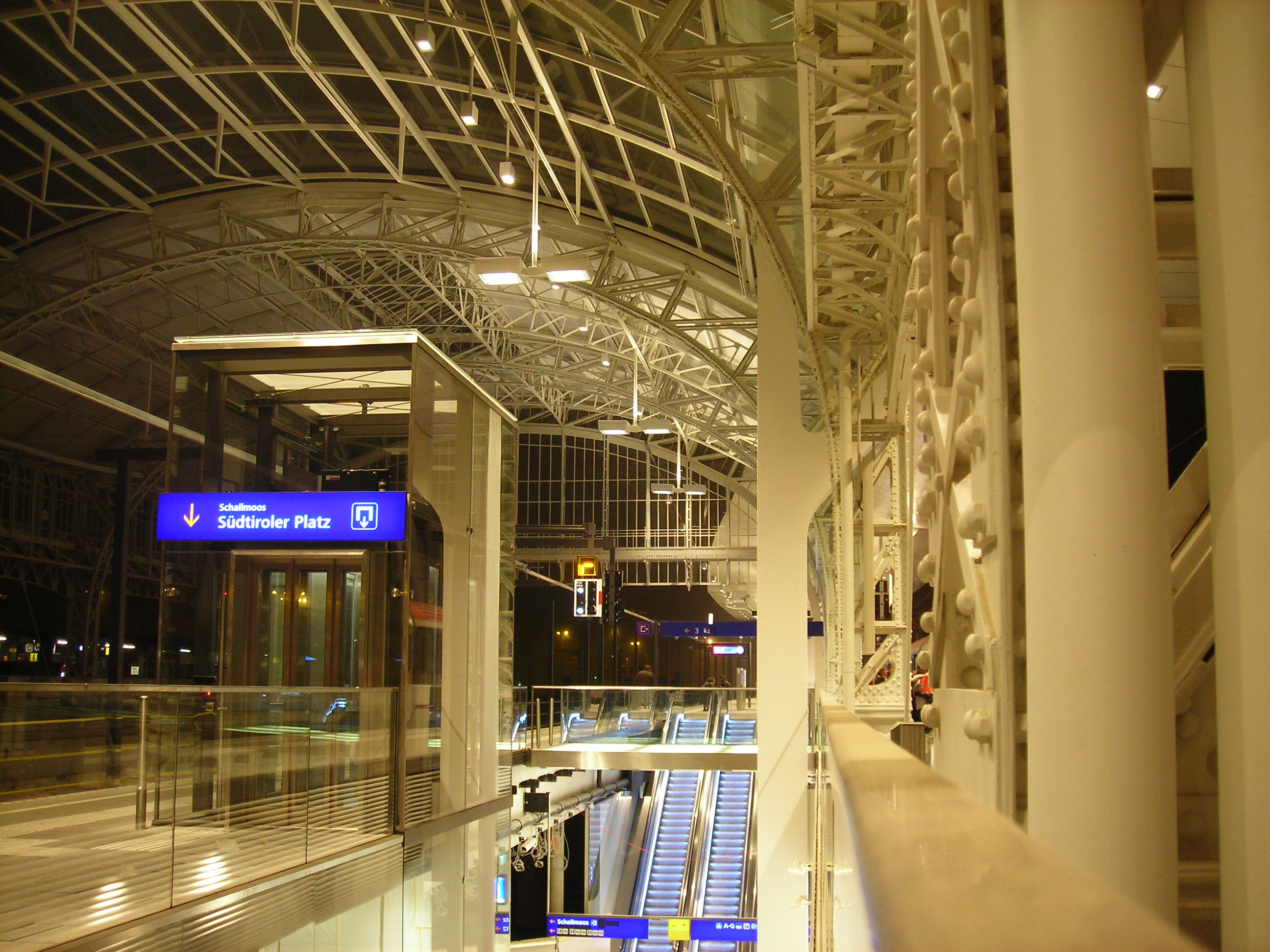
Die denkmalgeschützte und wiederaufgebaute Bahnsteighalle im Jahr 2011
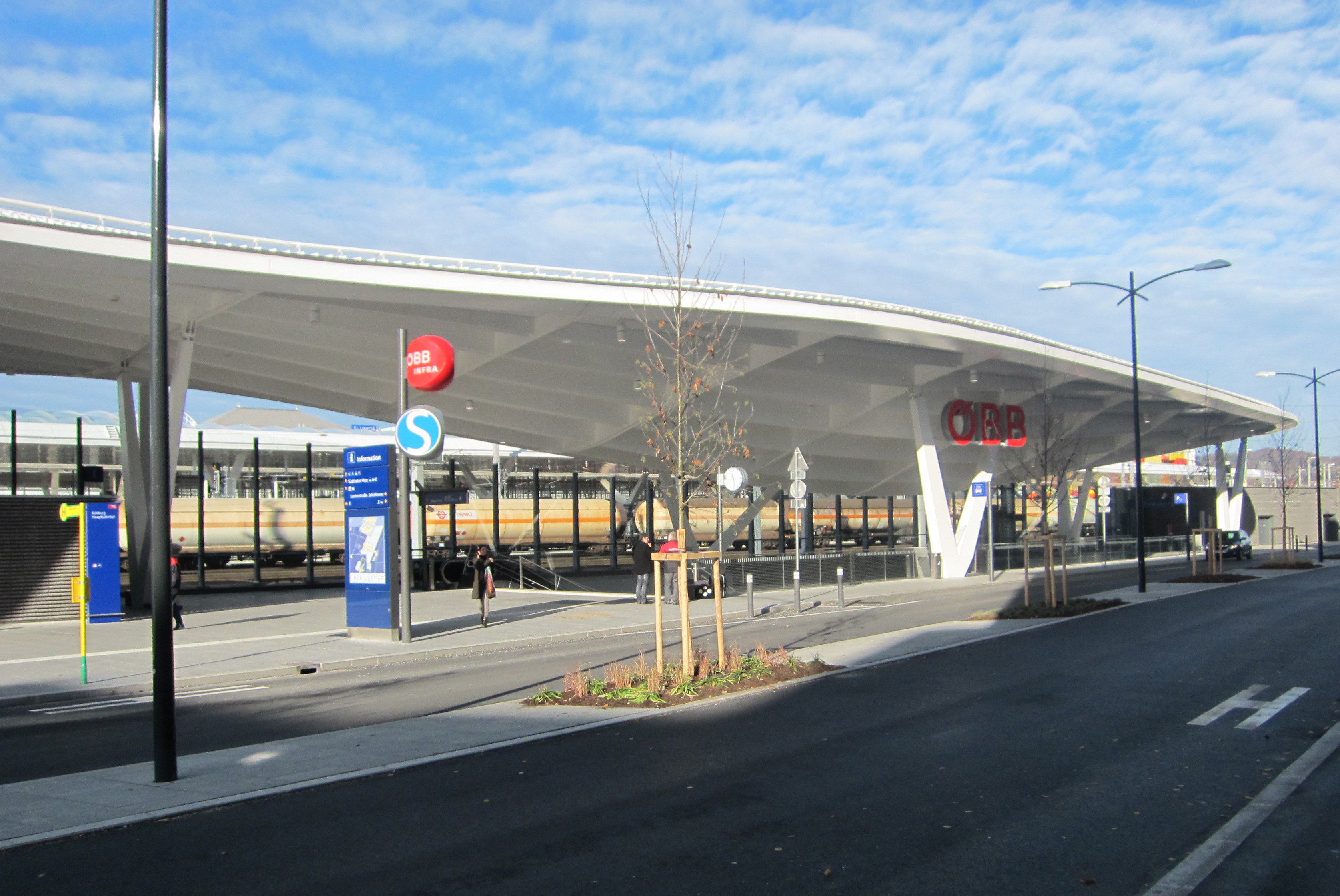
Zugang von der Lastenstraße

## Verkehr

### Fernverkehr

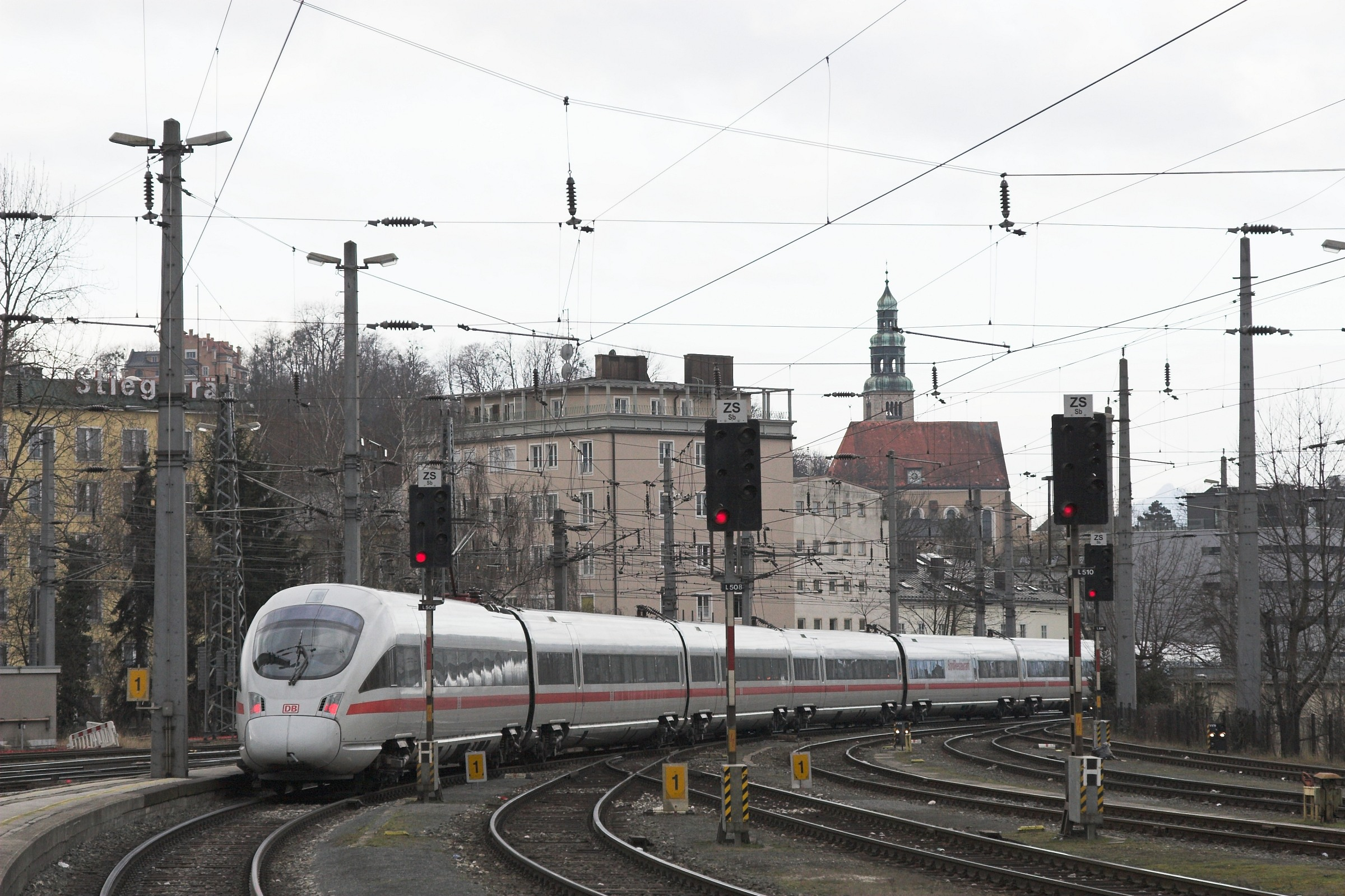
Ein ICE T der DB AG verlässt den Salzburger Hauptbahnhof in westlicher Richtung

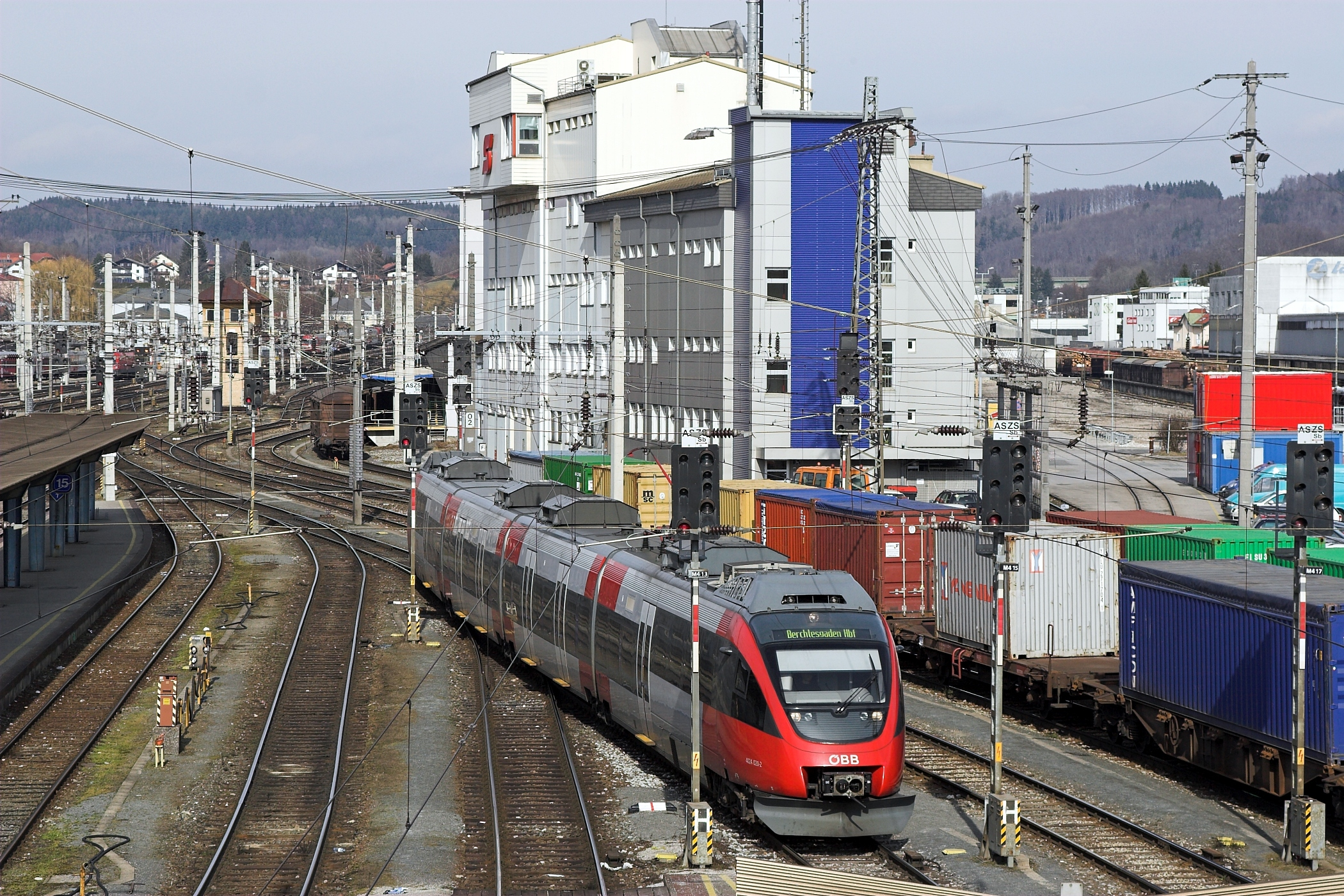
Triebzug der S-Bahn vor dem Zentralstellwerk

Der Salzburger Hauptbahnhof ist seit seiner Eröffnung ein Knotenpunkt im Fernverkehr, der durch bekannte Züge wie den Orient-Express, den Transalpin oder den Tauern-Express angefahren wurde.
Aktuell halten hier im Zweistundentakt Railjet-Express (RJX) Züge der Relation München–Budapest. Der Bahnhof wird von den Eurocitylinien EC 62 und EC 32 bedient, die zusammen einen Zweistundenrhythmus haben. Auf der Linie EC 62 verkehrt ein Zugpaar von München nach Klagenfurt, zwei Zugpaare fahren von Frankfurt am Main nach Klagenfurt, ein weiteres von Frankfurt nach Graz, eines von Frankfurt nach Wien und ein Zugpaar von Saarbrücken nach Graz. Das eine Zugpaar des EC 32 verkehrt von Münster oder Dortmund nach Klagenfurt und trägt den Namen Wörthersee. Mit einzelnen Zugpaaren enden außerdem die IC-Linie 60 Karlsruhe–München–Salzburg und die Railjet-Linie Salzburg–Wien im Salzburger Hauptbahnhof. Zudem verkehrt im Stundentakt die RJ-Linie Wien–Bregenz/Zürich. Seit Dezember 2011 verkehren außerdem im Stundentakt Züge der WESTbahn nach Wien.
Seit 13. Dezember 2015 fahren die Railjet-Züge weiter zum Flughafen Wien über Wien Hauptbahnhof; dabei wird nicht mehr der Westbahnhof angefahren. Dadurch wird ein Umsteigen in Wien auf die U-Bahn und S-Bahn nicht mehr notwendig. Die Fahrzeit beträgt nun 2:49.
Beim Fahrplanwechsel 2016/2017 wurden die Nachtzugverbindungen ab Salzburg ausgebaut. Diese werden von den ÖBB unter dem neuen Namen NightJet geführt. Der Fahrplan enthält Verbindungen nach Zürich HB, Venezia Santa Lucia, Bregenz, Wien Hbf, Budapest-Keleti, Roma Termini, München Hbf, Milano Centrale, Zagreb Glavni Kolod, Rijeka.
Seit dem Fahrplanwechsel 2022 fahren zusätzlich zweistündlich weitere Züge, die ab Salzburg entweder nach Innsbruck oder München weiterfahren. Damit kommt es zu einem Halbstundentakt zwischen Salzburg und Wien.
| Linie     | Strecke | Taktfrequenz                 |
| --------- | --- | ---------------------------- |
| Westbahn  | Salzburg Hbf – (Seekirchen – Neumarkt – Straßwalchen –) Attnang-Puchheim – Wels – Linz – Amstetten – St. Pölten – Wien Hütteldorf – Wien West | Stundentakt                  |
| Westbahn  | ((Stuttgart – Ulm – Augsburg –) München – München Ost – Rosenheim – / (Lindau – Bregenz – ) Innsbruck – Wörgl – Kufstein – / St. Johann im Pongau – ) Salzburg Hbf – Attnang-Puchheim – Wels – Linz – Amstetten – St. Pölten – Wien Hütteldorf – Wien West | Zweistundentakt              |
| RJX       | Wien Flughafen – Wien Hauptbahnhof – Linz – St. Pölten – Salzburg – Wörgl – Innsbruck – Bregenz / Zürich | Stundentakt                  |
| RJ        | (Klagenfurt –) Salzburg – Linz – Wien – Flughafen Wien | Stundentakt                  |
| RJ 90     | München – Rosenheim – Salzburg – Linz – Wien – Budapest | 2-Stundentakt                |
| ICE/EC 62 | (Frankfurt – Heidelberg / Saarbrücken – Mannheim –) Stuttgart – Augsburg – München – Salzburg (– Klagenfurt / Graz) | 2-Stundentakt                |
| ICE 32    | Wörthersee: Münster – / Dortmund – Essen – Duisburg – Düsseldorf – Köln – Frankfurt Flughafen – Mannheim – Stuttgart – Augsburg – München – Salzburg – Villach – Klagenfurt                                                                                | ein Zugpaar                  |
| RJ(X)     | Wörgl – Kitzbühel – St. Johann – Saalfelden – Bischofshofen – Hallein – Salzburg – Wels – Linz – Amstetten – St. Pölten – Wien (– Wien Flughafen) | saisonale Züge am Wochenende |
| NJ        | ÖBB Nightjet: München – Salzburg – Firenze – Roma | ein Zugpaar täglich          |
| NJ        | ÖBB Nightjet: München – Salzburg – Villach – Verona – Mailand – Genua – La Spezia | ein Zugpaar täglich          |
| NJ        | ÖBB Nightjet: Stuttgart – München – Salzburg – Treviso – Venedig | ein Zugpaar täglich          |
| NJ        | ÖBB Nightjet: Bregenz – Feldkirch – Salzburg – Wels – Linz – Wien Autozuganlage | ein Zugpaar täglich          |
| EN        | EuroNight der Ungarischen Bahn MÁV: Budapest-Keleti – Győr – Wien – Linz – Salzburg – Innsbruck – Feldkirch – Buchs – Zürich | ein Zugpaar täglich          |
| EN        | EuroNight der Tschechischen Bahn ČD: Praha – Freistadt – Linz – Salzburg – Innsbruck – Feldkirch – Buchs – Zürich | ein Zugpaar täglich          |
| EN        | EuroNight der Polnischen Bahn PKP: München – Salzburg – Linz – Wien – Ostrava – Bohumín – Kraków – Warszawa Wschodnia | ein Zugpaar täglich          |
| ASN       | Alpen-Sylt-Nachtexpress: Salzburg – München – Augsburg – Nürnberg – Würzburg – Frankfurt am Main – Hamburg – Husum – Sylt | zwei Zugpaare wöchentlich    |

### Regionalverkehr
Vom Salzburger Hauptbahnhof bestehen Direktverbindungen in Richtung München, Landshut, Mühldorf am Inn, Linz, Wörgl und Braunau. Die Regionalzüge enden meist am Salzburger Hauptbahnhof.
| Zuggattung/Linie | Strecke                                                   | Taktfrequenz  |
| ---------------- | --------------------------------------------------------- | ------------- |
| RE 5             | München – Rosenheim – Traunstein – Freilassing – Salzburg | Stundentakt   |
| REX 3            | Salzburg – Bischofshofen – Saalfelden – Wörgl             | 2-Stundentakt |
| REX 21           | Braunau am Inn – Salzburg – Salzburg Taxham Europark      | Stundentakt   |
| R                | (Freilassing) – Salzburg – Straßwalchen                   | Stundentakt   |
| RB 45            | Salzburg – Freilassing – Mühldorf (– Landshut)            | Stundentakt   |

### S-Bahn-Verkehr
Der Salzburger Hauptbahnhof wird von vier S-Bahn-Linien der S-Bahn Salzburg bedient, gleichzeitig dient er als zentraler Umsteigepunkt zwischen den Linien. Die S-Bahn-Linien S1 und S11 fahren an den Gleisen 11 und 12 im Tiefgeschoß des Lokalbahnhofes ab.
| Linie           | Linienverlauf | Taktfrequenz      |
| --------------- | --- | ----------------- |
| S-Bahn Salzburg | Salzburg (Tiefgeschoß) – Bürmoos – Lamprechtshausen                                                                          | Halbstundentakt   |
| S-Bahn Salzburg | Lokalbahn-Express (LEX) Salzburg (Tiefgeschoß) – Bürmoos – Trimmelkam – Ostermiething                                        | einzelne Zugpaare |
| S-Bahn Salzburg | Freilassing – Salzburg – Straßwalchen (weiter als R) – Wels – Linz                                                           | Stundentakt       |
| S-Bahn Salzburg | Bad Reichenhall – Freilassing – Salzburg – Golling-Abtenau (stündlich bis Schwarzach-St. Veit, zweistündlich bis Saalfelden) | Halbstundentakt   |
| S-Bahn Salzburg | Berchtesgaden – Bad Reichenhall – Freilassing – Salzburg                                                                     | einzelne Züge     |

### Anschluss an den öffentlichen Personennahverkehr
Vor dem Bahnhofsgebäude befindet sich auf dem Südtiroler Platz ein Busbahnhof. Von dort aus verkehren etliche Regionalbusse in die Umgebung Salzburgs. Zudem ist die Bushaltestelle Hauptbahnhof ein zentraler Umsteigepunkt für den Oberleitungsbus Salzburg und die von Albus betriebenen städtischen Autobusse.
Unter dem Bahnhofsvorplatz liegt auf zwei Etagen der Salzburger Lokalbahnhof, wo der Streckenverlauf der Salzburger Lokalbahn (S 1 und S 11) beginnt. Die Verteilerebene auf der ersten unterirdischen Etage ist so konzipiert, dass ein Ausgang zur Plattform für alle Busse in Richtung Stadtzentrum und ein zweiter Aufgang zu den Bussen Richtung stadtauswärts führt. Ein dritter Zugang besteht zur ehemaligen Schalterhalle des Aufnahmegebäudes.
Auf der Schallmooser Seite des Bahnhofs befindet sich neben dem Zugang eine Bushaltestelle der städtischen Buslinie 22 sowie für internationale Busse.

### Anschluss an den Fernbusverkehr
In der Lastenstraße, erreichbar über den nördlich gelegenen Ein- und Ausgang des Hauptbahnhofes, befindet sich der Fernbusbahnhof Salzburg-Lastenstraße, welcher durch nationale und internationale Fernbusse der Unternehmen Flixbus, Eurolines sowie globtour angefahren wird.

## Lokalbahnhof

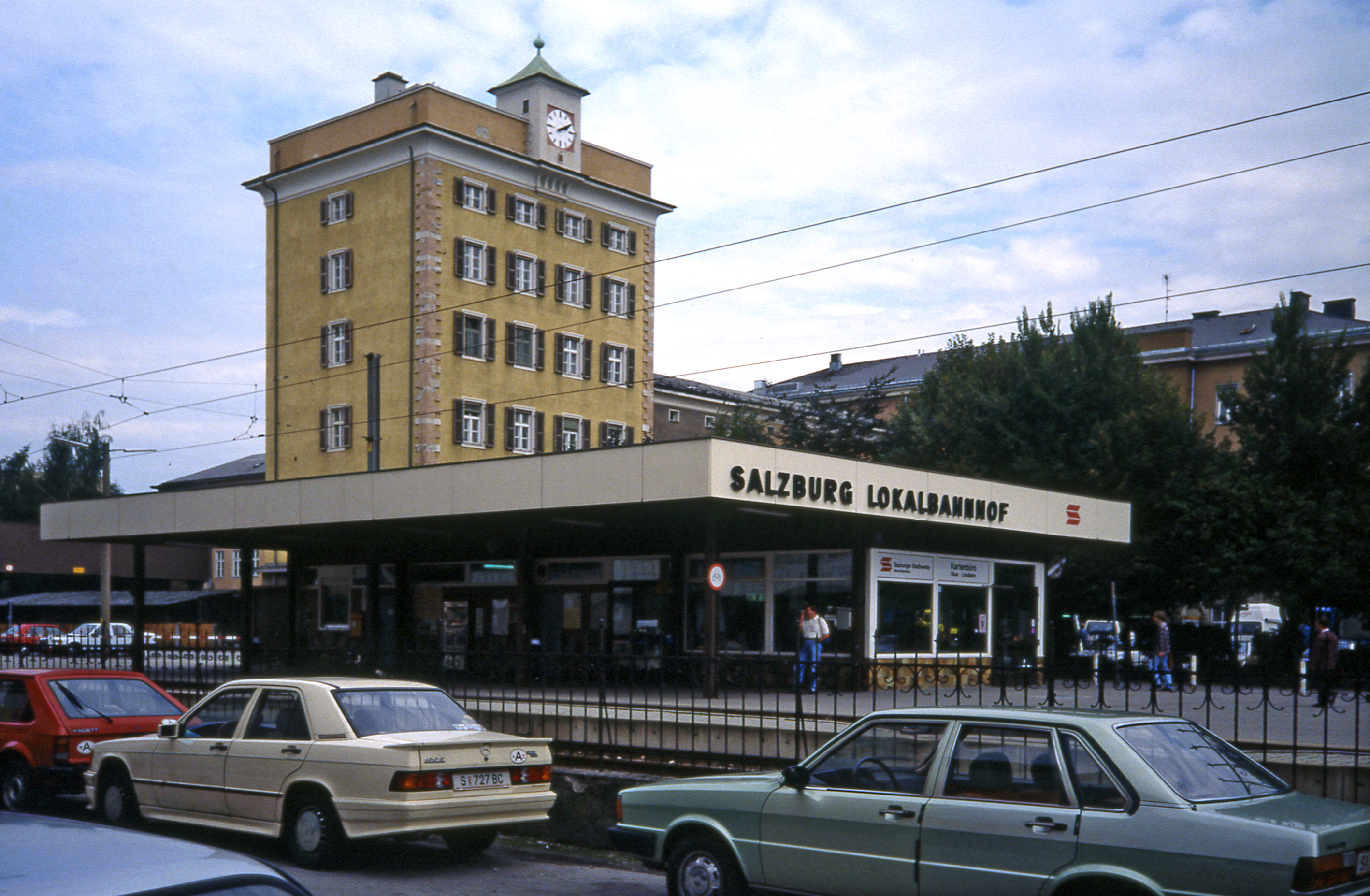
Der Salzburger Lokalbahnhof vor der Tieferlegung im Jahr 1992

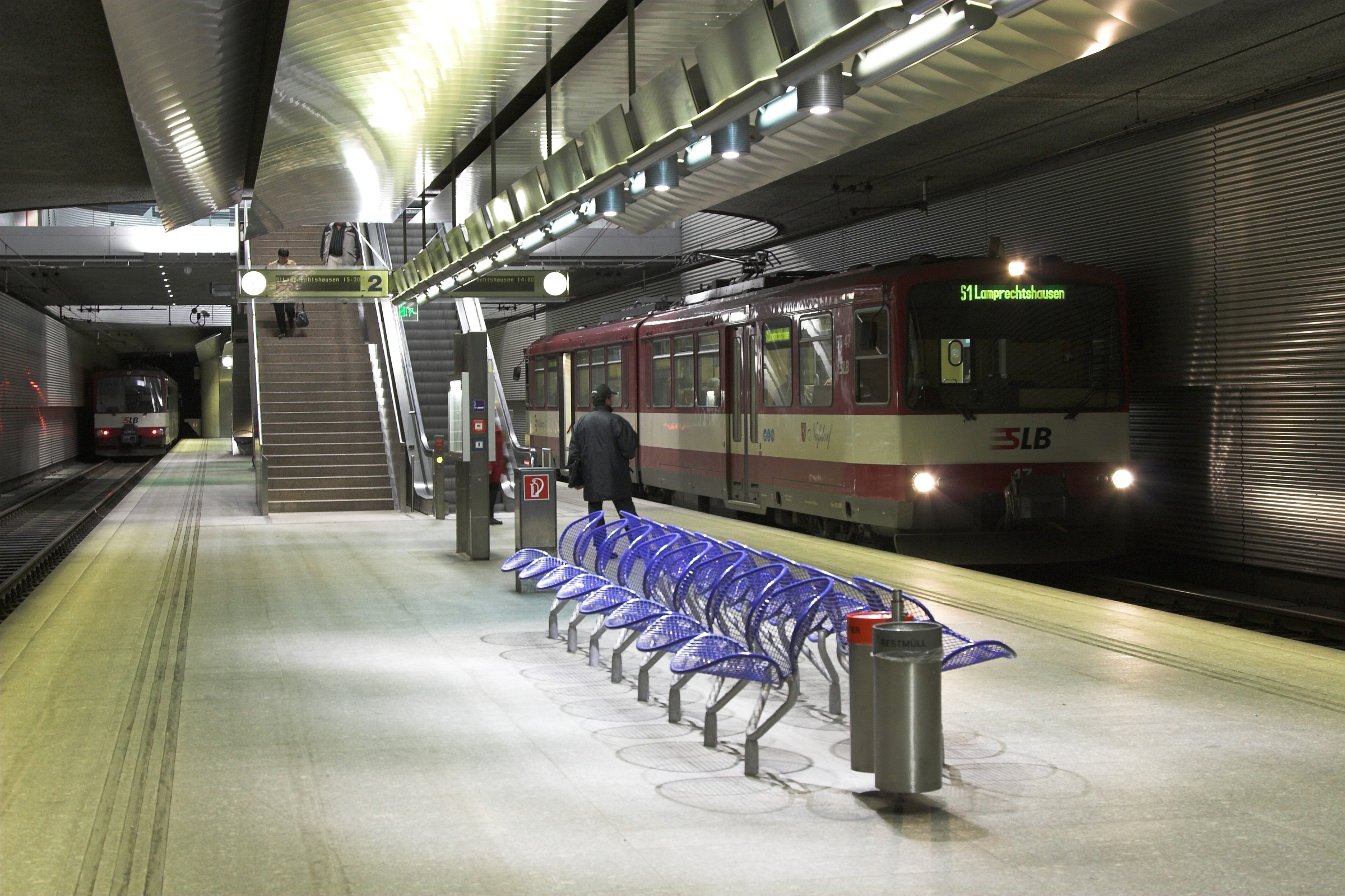
Der unterirdische Bahnhof im Jahr 2008

Im Jahr 1886 wurde auf dem Bahnhofsvorplatz für die Lokalbahn Salzburg–Hangender Stein (ab 1886) beziehungsweise die Straßenbahn Salzburg (ab 1887) ein eigener Bahnhof erbaut. Ab 1891 hielten auch die schmalspurigen Züge der Salzkammergut-Lokalbahn, die ebenfalls als Lokalbahn von Salzburg nach Mondsee oder Bad Ischl führte, im Lokalbahnhof. Im Jahr 1896 wurde auch die Lokalbahn Salzburg–Lamprechtshausen in den Lokalbahnhof integriert, diese begann ebenfalls in einem neuen Nordbahnhof des Lokalbahnhofs. Im Jahr 1909 wurde zeitgleich mit dem Bahnhofsumbau auch der Lokalbahnhof umgebaut, im Jahr 1926 wurde der Bahnhofsvorplatz umbenannt, zum Andenken an den Verlust Südtirols wurde er – wie etliche andere Bahnhofsvorplätze in Österreich auch – Südtiroler Platz genannt. Auch weil etliche Emigranten aus Südtirol (Option) auf den Bahnhöfen ankamen oder strandeten.
1940 löste der Oberleitungsbus die Straßenbahn ab. 1953 wurde dann auch die Lokalbahn in den Süden der Stadt stillgelegt. Am 30. September 1957 endete der Verkehr der Salzkammergutbahn nach Bad Ischl, nur die Strecke nach Lamprechtshausen blieb bis heute erhalten. Der Lokalbahnhof war durch die Streckenstilllegungen unnötig geworden, der nördliche Teil wurde im Jahr 1973, der südliche im Jahr 1978 abgerissen. Für den Lokalbahnbetrieb reichten ein kleines Haltestellengebäude und ein Mittelbahnsteig.
1992 bis 1996 wurde der Lokalbahnhof in Tieflage nach den Plänen von Joachim Schürmann neu erbaut, um den Bahnhofsvorplatz erweitern und neu gestalten zu können. Seit 2011 existiert für den Lokalbahnhof ein Zugang auch durch die restaurierte Bahnhofshalle. Die beiden Gleise des Lokalbahnhofs erhielten nach dem Bahnhofsumbau die Nummern 11 und 12.

## Frachtenbahnhof

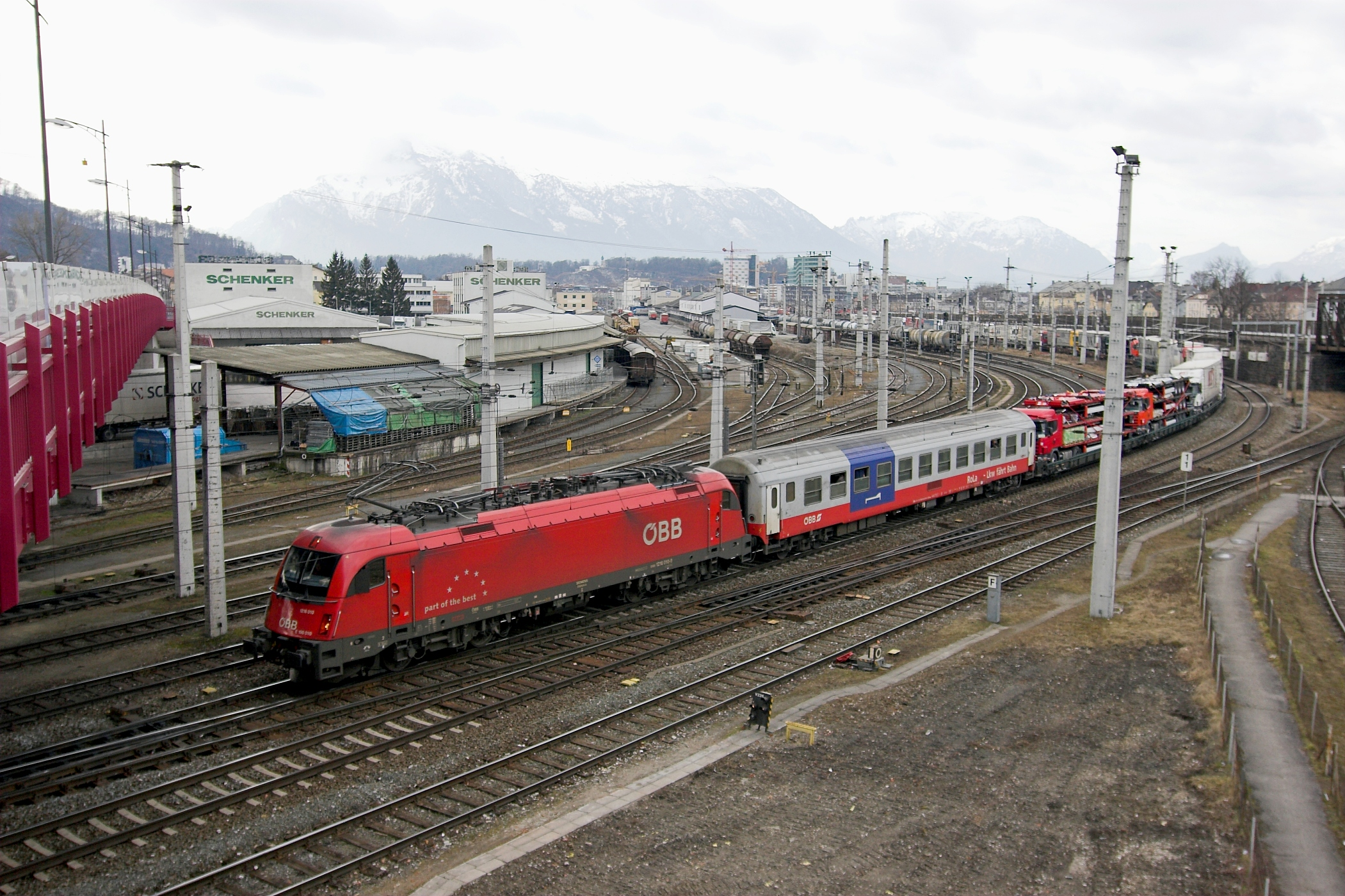
Nordeinfahrt des Bahnhofs, bei der Fürstenwegbrücke (Baron-Schwarz-Brücke): links Frachten-, rechts Hauptbahnhof, Garnitur der Rollenden Landstraße

Der Frachtenbahnhof ist die „Rückseite“ vom Hauptbahnhof, auf der Schallmooser Seite, etwas nördlich (wienwärts) des Hauptgebäudes. Hier entstand schon ab den 1860ern umfangreiche Güterumschlag-Infrastruktur, und so wurde der Bahnhof auch Stadtentwicklungkern des bis in das 19. Jahrhundert unerschlossenen Moorwiesengebiets „Schallmoos“.
Die Lastenstraße hat daher ihren Namen (der Bahnhof hat auch die Adressen Lastenstraße). Auch die Frachtenbahnhöfe der ehemaligen Salzkammergutlokalbahn und der heutigen Lokalbahn Richtung Lamprechtshausen waren damit verbunden (Frachtenbahnhof Itzling).
Im Ersten Weltkrieg wurde hier eine k.u.k. Bergestelle für feindliches Beutegut eingerichtet. Schon seit dieser Zeit ist am Frachtenbahnhof auch die Verladestation der heutigen Rollenden Landstraße (RoLa/ÖKOMBI seitens der Rail Cargo Austria) der Salzburg-Tiroler-Bahn – Tauernbahn durch den Tauerntunnel (Tauernschleuse) Richtung Italien, Südosteuropa und Asien, zum Bahnhof Triest-Fernetti.
Die Verladung zeichnet sich durch ihre gute Autobahnanbindung aus (rund 2 km nahezu kreuzungsfrei zur Anschlussstelle Salzburg-Nord der West Autobahn A1, Exit 288). Die Schleusung erfolgt im Rahmen des in Österreich gültigen Wochenendfahrverbots für Lkw im 24-Stunden-Betrieb außer dem Wochenende, mit umfangreichen Warte- bzw. Parkmöglichkeiten. Eine Verladung für Pkw ist auch direkt in Böckstein im Gasteinertal möglich.

Hier befand sich auch die Frachten-Zollstelle Richtung Nordwest- wie auch Süd- und Südosteuropa.
Im Rahmen des letzten Bahnhofsumbaus wurde die Zollstelle (Zollamt Salzburg Zollstelle Liefering/Bahn) und wird zunehmend auch die Rollende Landstraße ins Container-Terminal Salzburg in Siezenheim-Liefering verlegt, das verkehrstechnisch noch günstiger liegt.